# 特雷布林卡灭绝营
特雷布林卡灭绝营（發音：[trɛˈblʲinka]）是第二次世界大战期间纳粹德国在德占波兰建立的一座灭绝营。营区位于今天的马佐夫舍省，坐落在特雷布林卡火车站南方4公里处的一处森林中，处于华沙的东北方。特雷布林卡灭绝营是最终解决方案最致命阶段——莱茵哈德行动的一部分，于1942年7月23日开始运作，1943年10月19日终止运行。在灭绝营运作期间，据估计约有70万至90万犹太人在毒气室中遇害，此外有2千名罗姆人丧生。特雷布林卡是杀死犹太人第二多的灭绝营，仅次于奥斯维辛。
营地由德国党卫队以及“特拉夫尼基人”（志愿应募为德国人效命的苏联战俘）管理，分为两个独立的部分。特雷布林卡一号营是一座强迫劳动营，囚犯在砾石坑中劳作，或是在森林的灌溉区伐木，为焚尸坑提供燃料。1941年至1944年期间，一号营关押的2万人中超过半数死于就地正法、饥饿、疾病和虐待。
特雷布林卡二号营是一座灭绝营（Vernichtungslager），纳粹委婉地将其称作“党卫队特雷布林卡特遣队”(SS-Sonderkommando Treblinka)。少数犹太人在进入灭绝营后没有立即被害，而是进入犹太奴工部队——“特遣队”，被迫将受害者的尸体埋在万人坑中。1943年，万人坑中的尸体被挖出，与新受害者的遗体一同在露天的大型柴堆上火化。1943年8月初，二号营的特遣队员发起暴动，毒气处决随后于10月终止。8月的暴动中，数名特拉夫尼基看守被杀，200名囚犯逃出灭绝营，其中近百人活过了后续的追捕。随着苏军迫近，该灭绝营被拆毁。纳粹在灭绝营原址上修建了一座有人看守的农舍，把地犁开以试图掩盖种族灭绝的证据。
战后，波兰政府购买了灭绝营原址的大部分土地，并于1959年到1962年间用岩石建造了大型的纪念设施。1964年，波兰在毒气室旧址上举行仪式，宣布特雷布林卡为国家犹太人殉难纪念设施。同年特雷布林卡审判开庭，为德国首场针对骷髅总队成员战时在特雷布林卡犯下的战争罪的审判。随着1989年波兰共产主义政权下台，特雷布林卡的海外访客有所增加。 2006年，灭绝营旧址的展示中心开放。中心后来扩建，成为謝德爾采地区博物馆的一座分馆。

## 背景

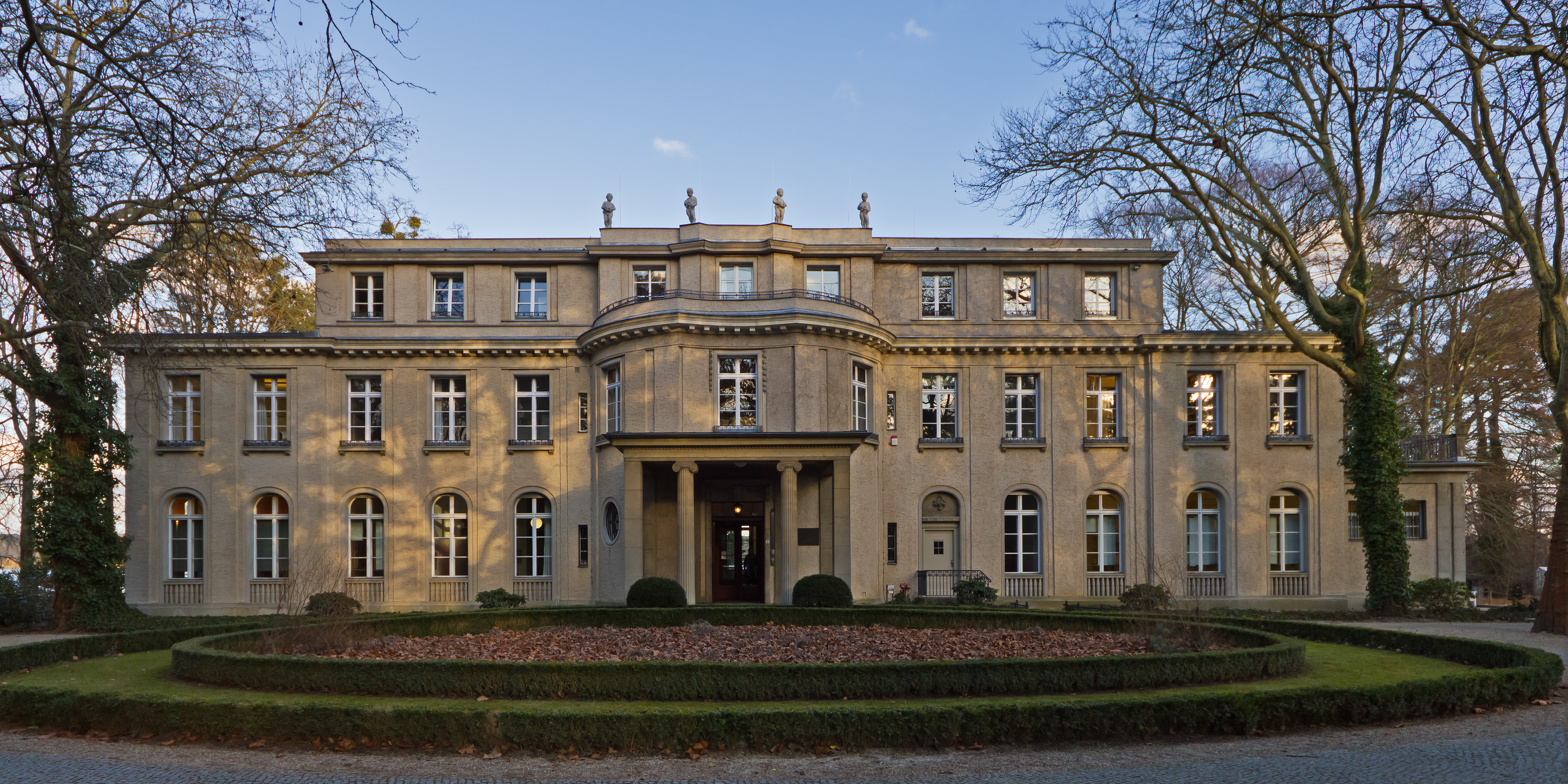
萬湖會議召开地。会议概述了莱茵哈德行动和特雷布林卡灭绝营的相关计划。

纳粹德国于1939年入侵波兰后围捕了波兰350万犹太人中的绝大部分，并将他们关入新建立的隔都。隔都制度的目的是将犹太人与外界隔绝，以便剥削和虐待他们。隔離犹太人的食物配给不足，住宿拥挤肮脏，没有挣钱手段；营养不良、缺医少药，导致死亡率飞涨。1941年，德意志國防軍在巴巴羅薩行動初期屡屡击败苏联，激发了德国对波兰占领区的殖民地化计划，新成立的波蘭總督府的所有辖区也在计划之内。1942年1月20日，萬湖會議在柏林附近举行。会上概述了对犹太人实施种族灭绝的新计划，即犹太人问题的“最终解决方案”。灭绝项目代号为“莱茵哈德行动”，以区别于此前由別動隊在德占区实施的大规模杀戮行动——此时已经有50万犹太人被别动队杀害。
特雷布林卡是为莱茵哈德行动修建的三座秘密灭绝营之一；另两处为贝乌热茨灭绝营和索比堡灭绝营。三座灭绝营均有伪装成淋浴间的毒气室，用于批量杀人。毒气杀人法是在纳粹的先导性计划之后确立的：1941年起，纳粹在索尔达乌集中营和海乌姆诺灭绝营实施一项计划，使用毒气车实现移动处决。海乌姆诺是纳粹用于建立快速杀人与焚尸方法的试验场，但不属于莱茵哈德行动的一部分——莱茵哈德行动的标志是建立固定的大屠杀设施。特雷布林卡的建设晚于索比堡和贝乌热茨，吸收了另两座灭绝营的建设经验。除了建设灭绝营外，纳粹还在1942年3月于马伊达内克集中营发展了使用齐克隆B的屠杀设施，并于同年3月至6月间在奥斯威辛集中营建立了类似设施。
在莱茵哈德行动期间，纳粹屠杀波兰总督府全境犹太人的计划由奥迪洛·格洛博奇尼克监督。格洛博奇尼克是党卫队地区总队长，为海因里希·希姆莱的一位副手。莱茵哈德行动的灭绝营直接向希姆莱报告。莱茵哈德行动的绝大多数实施者参与过代号“T-4行动”的非自愿安乐死项目，以T-4行动的经验为框架建造新的设施。莱茵哈德灭绝营杀害的犹太人大多来自隔都。

### 地点

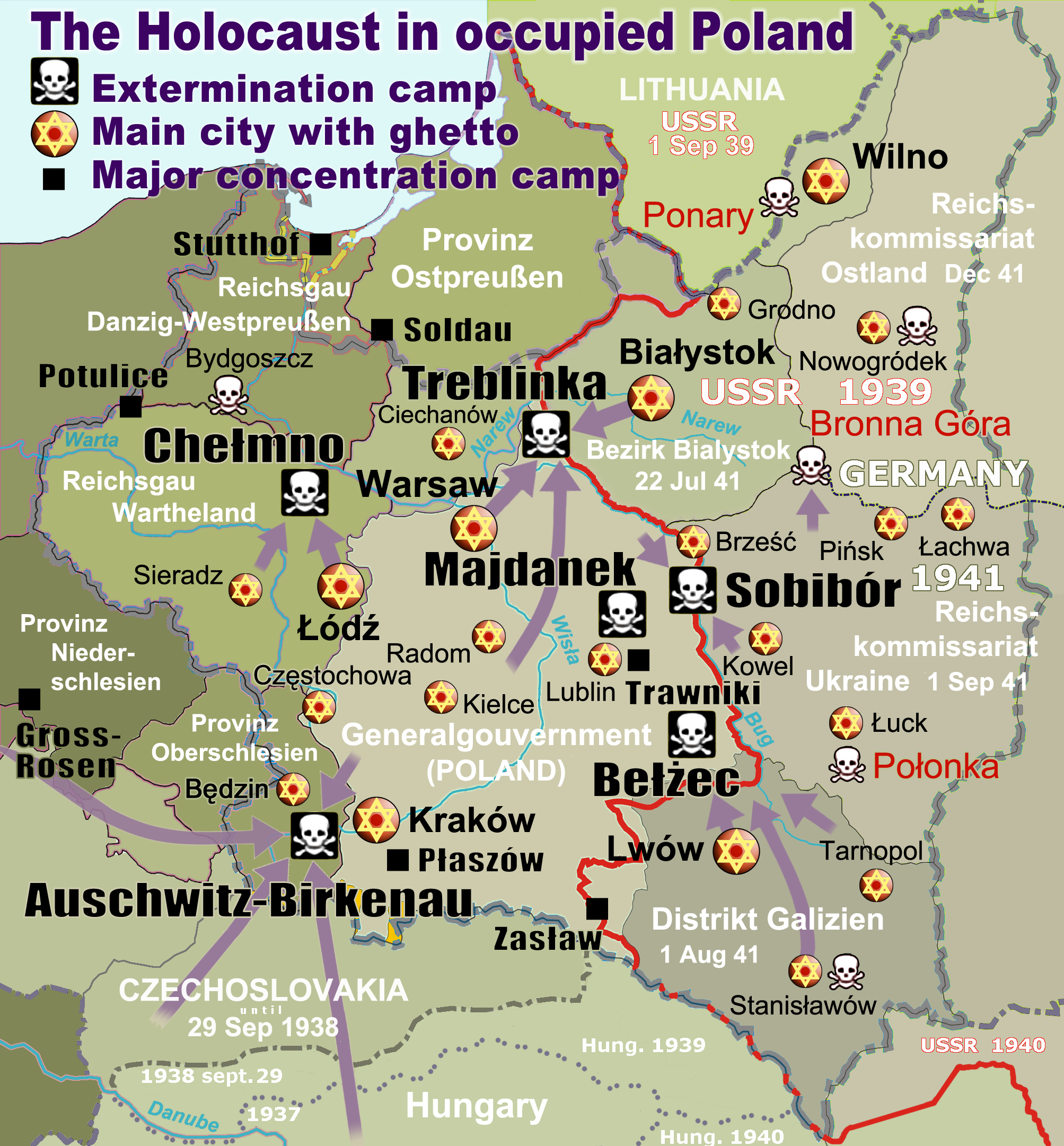
德占波兰境内的犹太人大屠杀地图。滅絕營在地图上以黑底白骷髅标示。其中波兰总督府辖区位于图中央；加利西亚大区位于图右下；上西利西亚省位于图左下，为奥斯威辛集中营所在地。红线表示的是《德苏前线条约》中规定的两国瓜分波兰第二共和国的分界线，1941年的巴巴罗萨行动即从此线开始。

特雷布林卡的两座营地并列建于波兰首都华沙东北80公里处。灭绝营所在地在战前是一处采石场，在此开采砾石用于生产水泥。采石场靠近特雷布林卡村火车站，可通过马乌基尼亚–索科武夫铁路连接线到达中波兰的大多数城市。二战爆发前，该采石场是波兰实业家马里安·沃普申斯基（Marian Łopuszyński）的产业。沃普申斯基修建了6公里的铁路，将采石场和已有的铁路线连接起来。到了德国党卫队接管特雷布林卡一号营时，采石场中已经有重型机械可供使用。特雷布林卡既有便利的交通，又足够与外界隔绝；选址处于纳粹占领区的几座最大的犹太人隔都中间：其中包括囚禁50万犹太人的华沙隔都，以及关押约6万人的比亚韦斯托克隔都。
特雷布林卡分为两个独立的营区，彼此相距2公里。负责监督建设两个营区的是施密特-明斯特曼公司的华沙分部，以及莱比锡的申布龙公司。1942至1943年间，灭绝中心得到进一步发展，改建中动用了挖土機；新建立了以水泥和砖石修建的毒气室，以及用于大规模焚尸的柴堆。营区的外围得到扩大，以提供缓冲区，阻断从外界到达灭绝营区的途径。营区火车的数量之大，在附近的居民中造成了恐慌。如果居民在铁路线附近被人发现，则可能会被杀害。

### 特雷布林卡一号营
一号营于1941年9月1日启用，为一座劳改营，取代了恩斯特·格拉姆斯（Ernst Gramss）在1941年6月特设的一家公司。格拉姆斯是党卫队二级突击队大队长，领导盖世太保在索科武夫的办公室。1941年底，一号营建立了新的营房，以及2公尺高的铁丝网围墙。为了给一号营提供劳力，大批平民因真实的或捏造的罪名被集体送往特雷布林卡，随后由盖世太保索科武夫办公室判处苦役。囚犯平均获刑6个月，但有许多犯人的刑期被无限期延长。劳改营存在的三年间，共有2万人经历过一号营的劳役。其中约半数因疲惫、饥饿和疾病死在集中营。幸存者刑满后会被释放；他们通常是来自附近村庄的波兰人。

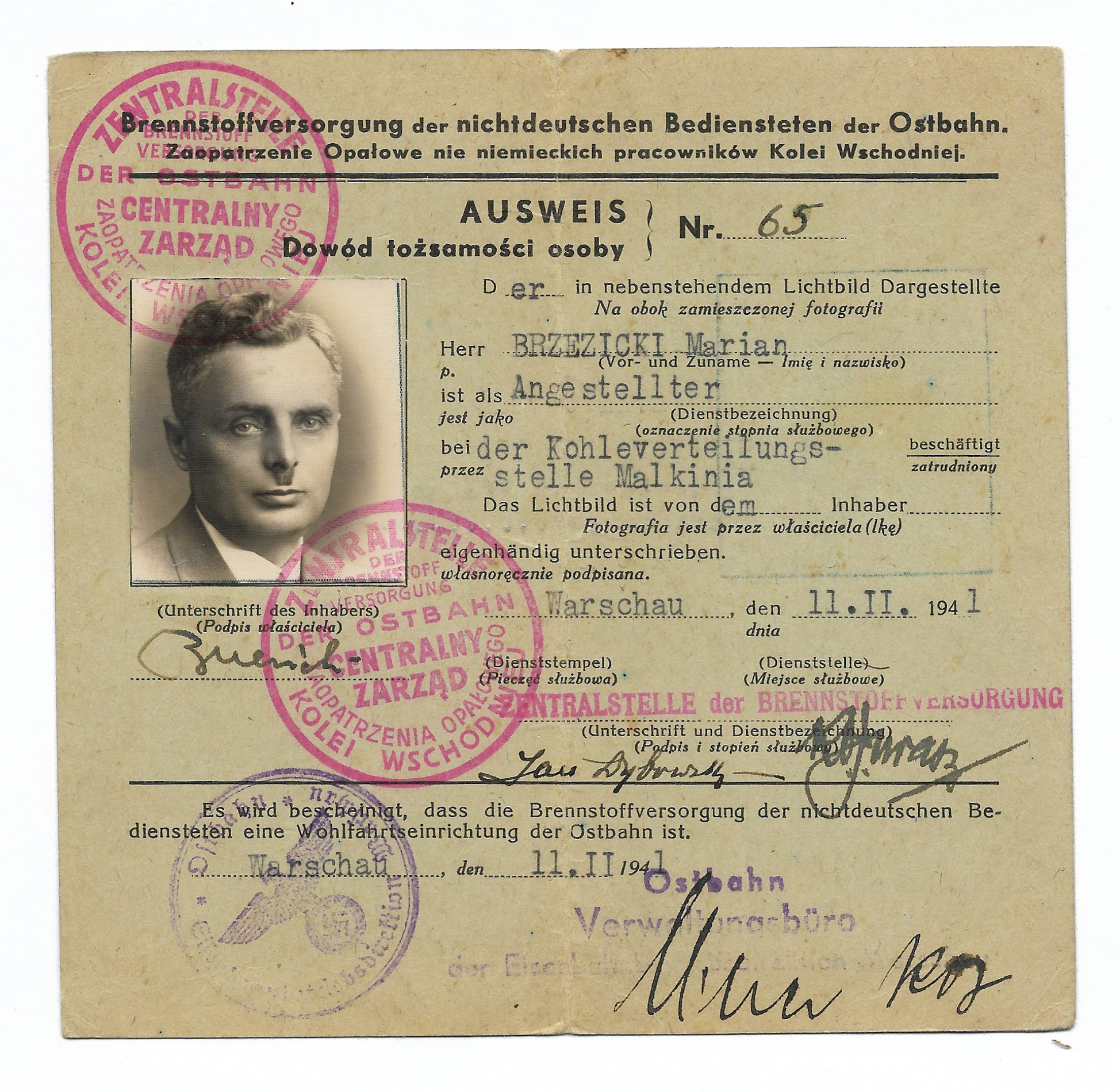
一份德国工人证件，来自被委派到马乌基尼亚火车站的一名工人。马乌基尼亚火车站位于特雷布林卡附近。

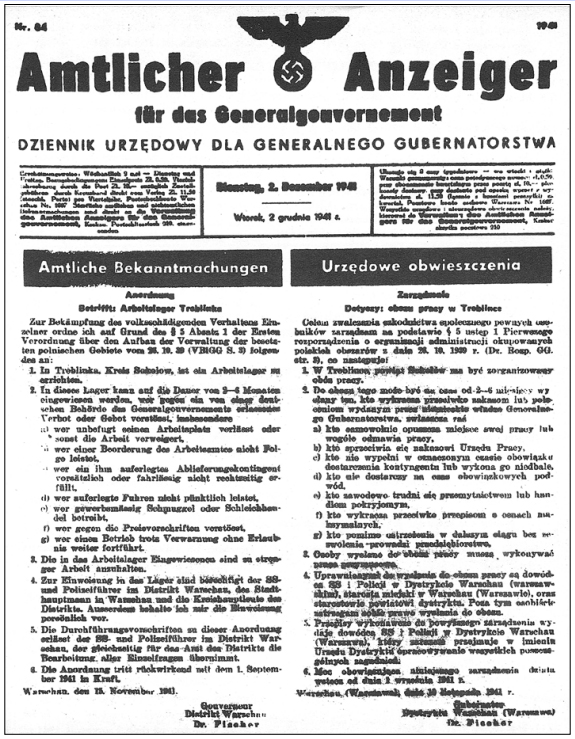
官方通知宣布特雷布林卡一号营（劳改营）建立。

特雷布林卡一号营同时容纳1到2千名犯人，其中大多在大采石场工作，每班12-14小时。后来有的在附近的森林伐木，为二号营的露天火葬场提供燃料。囚犯中有来自德国、捷克和法国的犹太人；以及被围捕的波兰人、运送粮食量不达标的农民、偶然被捕的人质、试图在犹太隔都外庇护犹太人的人士、以及未经许可从事受限行动的人。1942年7月起，犹太人和非犹太人被隔开。女人主要在分拣营房工作，负责缝补和清洗由货运列车運来的军服。男人则主要在砂石场劳动。集中营没有工作服，没有鞋的收容者必须赤脚劳动，或是从死去的囚犯身上搜刮。犯人的饮水供应受限，点名时经常会受惩罚。1943年12月起，一号营的关押者不再获得明确的刑期。随着苏联军队日渐逼近，一号营于1944年7月23日正式停止运行。
一号营运行期间的指挥官一直由党卫队二级突击队大队长特奥多尔·范奥伊彭担任。和奥伊彭共同运作集中营的有几名党卫队成员，以及约100名志愿帮手卫兵。采石场占地17公顷，为德国军方提供修路用的材料，是对苏作战的战略筑路计划的一部分。采石场有一台挖土机，供一号营和二号营共用。1943年初，奥伊彭和华沙的党卫队与警察指挥官密切合作，将自华沙隔都逐出的犹太人带入一号营，以作出必要的轮替。根据一号营当地火车站长弗朗齐歇克·赞贝茨基的说法，奥伊彭常常“像打山鹑鸟一样”射杀犯人。党卫队三级突击队中队长弗朗茨·施瓦茨（Franz Schwarz）是营中一位为人惧怕的监督，会用錘子或十字鎬处死犯人。

### 特雷布林卡二号营

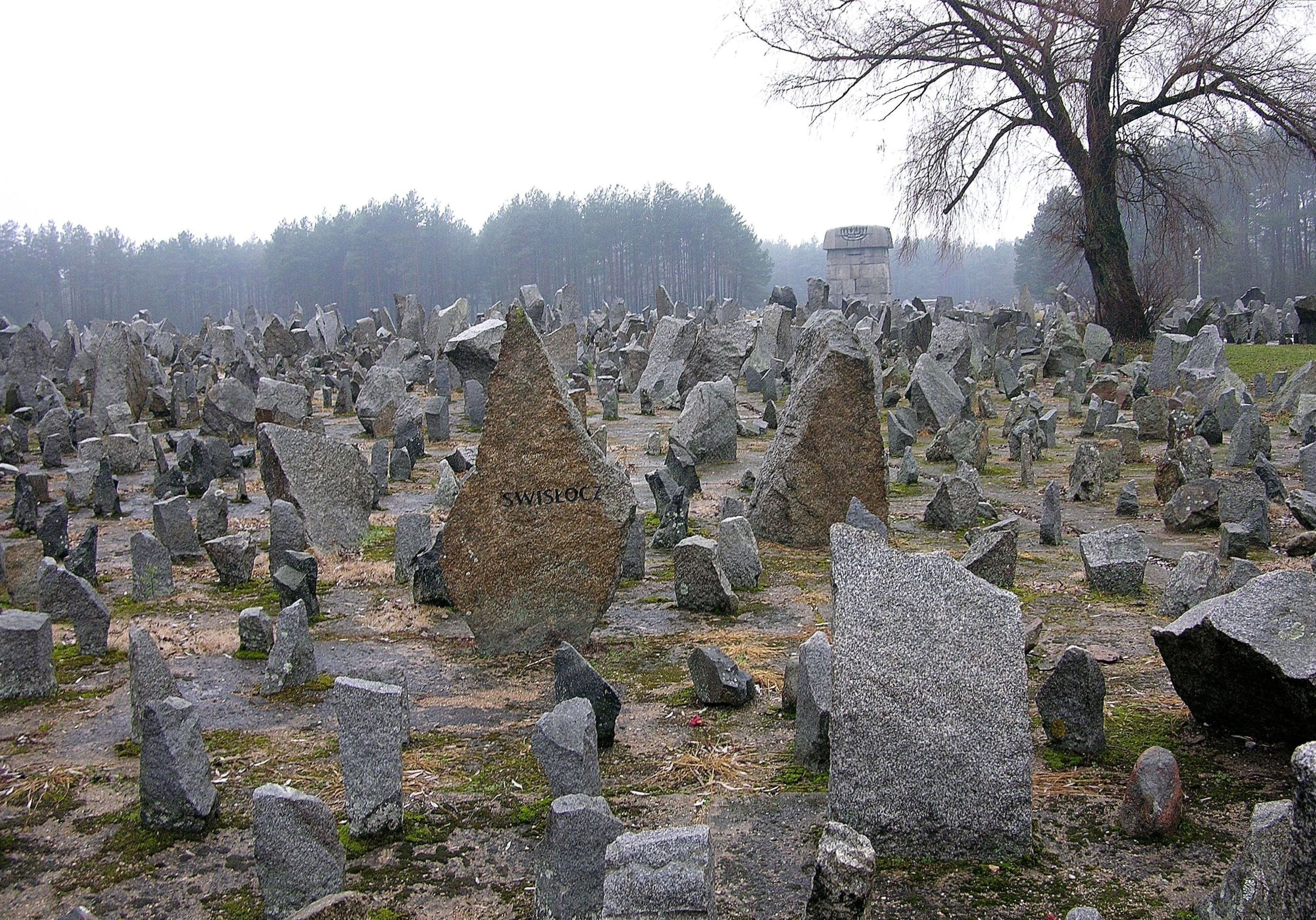
特雷布林卡二号营的纪念物——17000块象征墓碑的岩石。铭文标示了受害者多于5千人的大屠殺列車始发地，以及在波兰境内选出的一些隔都。

特雷布林卡二号营的官方称谓是“党卫队特雷布林卡特遣队”（SS-Sonderkommando Treblinka）。二号营分为三个部分：第1区为看守住宿的行政大院；第2区是接收区，进入灭绝营的囚犯列车在此卸车；第3区为毒气室所在地。这三个部分均由两批共238名德国犹太人修建。工人年龄自17岁至35岁不等，刚刚被从柏林和汉诺威驱逐到华沙隔都。建设工程由党卫队一级突击队中队长里夏德·托马拉指挥，他任用德国犹太人是因为他们会说德语。施工开始于1942年4月10日，此时贝乌热茨和索比堡灭绝营已经投入使用。灭绝营总共占地17公顷（一说13.5公顷），被两道2.5公尺高的铁丝网包围。铁丝网后来被织入松树枝，以遮挡营地的视野。为了修建第2区（接收区）的新铁路坡道，纳粹从周边定居点抓来了更多的犹太人。坡道于1942年6月竣工。
特雷布林卡二号营的第1区是行政与居住用的大院，即“住宅营”（Wohnlager）；其中有一条电话线。第1区内的主干道经过铺设，以监督道路施工的党卫队下士（三级小队副）库尔特·赛德尔（Kurt Seidel）的名字命名为“赛德尔街”。大街延伸出的几条辅路被铺上了碎石。道路交通的正门位于第1区北侧。修建营房的物资来自华沙、波德拉谢地区索科武夫、以及科苏夫拉茨基。第1区有厨房、面包房和餐厅，均配备了从犹太隔都掠夺的高级家具。德国看守与乌克兰看守各有自己的寝室，宿舍所处的角度便于控制所有入口。有两座营房被一道内部围栏隔开，供犹太工人特遣队住宿。在营地中央的马厩旁，库尔特·弗朗茨设立了一座小动物园，其中有两只狐狸、两只孔雀和一匹西方狍（1943年引入）。较小的房间被用做洗衣房、裁缝铺、鞋匠铺、木工和医护用房。最靠近党卫队宿舍的是单独的营房，供波兰和乌克兰的女服务生、清洁女工和厨娘使用。

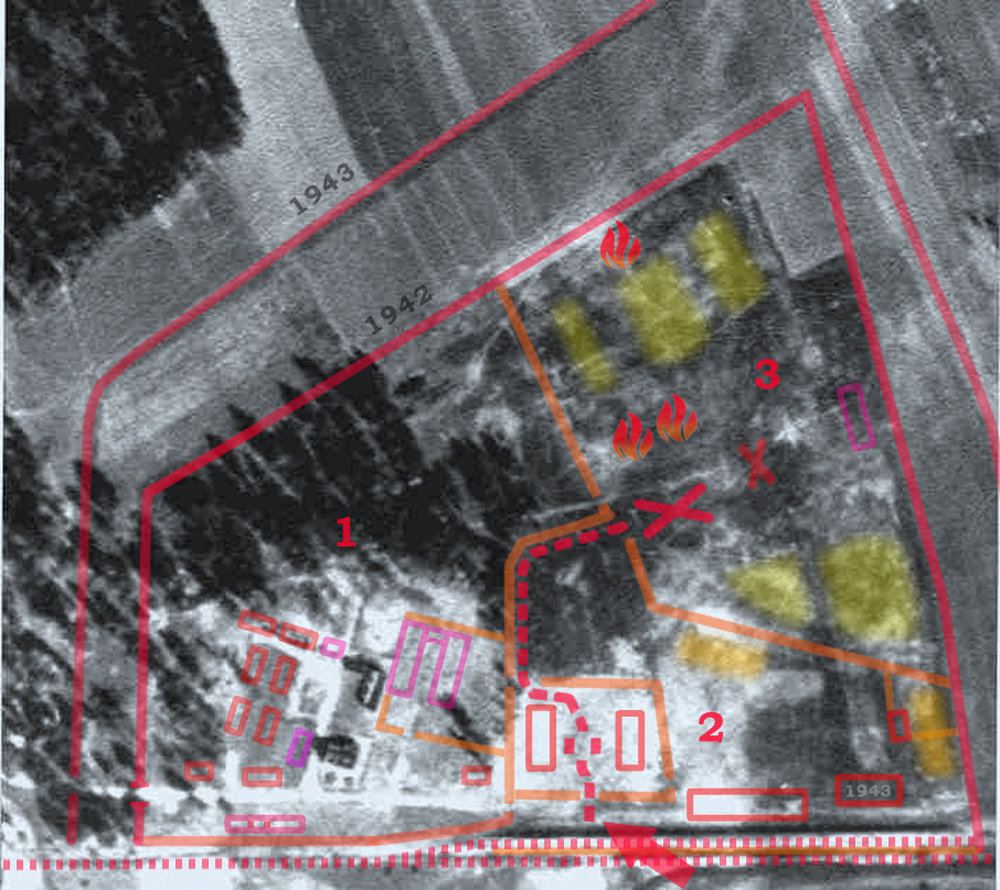
特雷布林卡二号营“清理”过后的航拍照片，拍摄于1944年。图左下可看到新建的农舍和畜牧場。图上的红色与橘色的线条表示的是已拆解建筑的布局。图左侧是党卫队与志愿帮手卫兵的生活区（1），各营房之间由人行道分开；底部（2）是铁路坡道和卸貨月台（位于中央），以红色箭头标出。“天堂之路”在旁边以虚线表示。两个正方形表示的是男女更衣的营房。营房被填实的围栏包围，看不到外界的景象。新建的大毒气室（3）以十字表示。挖土机挖出的埋葬坑以浅黄色标明。

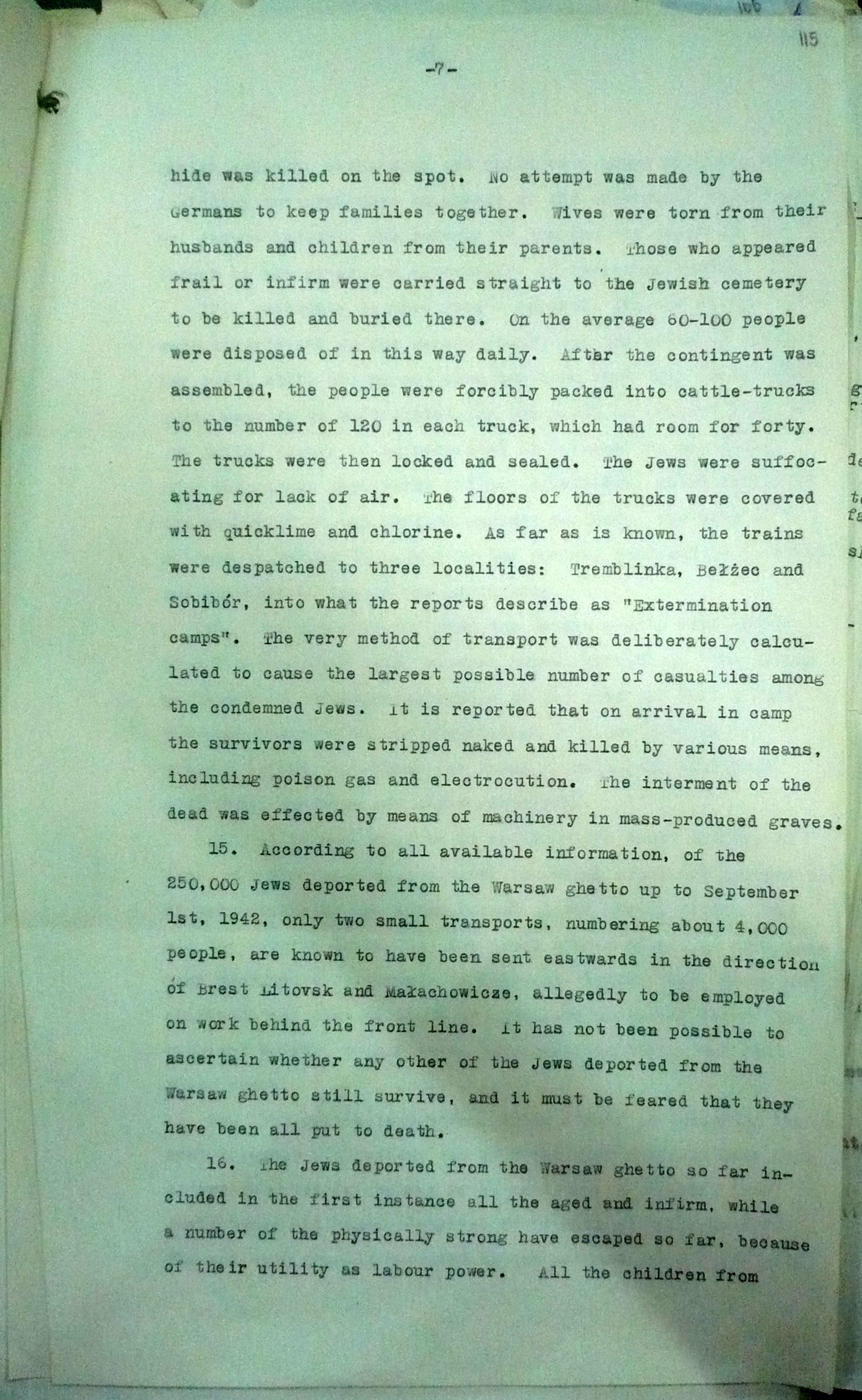
《拉琴斯基照会》的第八页，内容有关特雷布林卡、贝乌热茨和索比堡的灭绝营。拉琴斯基的照会是波兰流亡政府于1942年12月10日向安東尼·艾登递交的官方照会的一部分。

特雷布林卡二号营的第2营区又称“下营”、“接收营”，是接收下车囚犯的区域，卸貨用的坡道从特雷布林卡铁路线一路延伸到这里。第2区有一座狭长的月台，用铁丝网包围。在站台上新建了一座建筑，伪装成火车站房，上面还有木制的大钟，以及仿造的铁路站牌。党卫队三级小队长约瑟夫·希尔特赖特尔在卸貨坡道工作，以异常残忍著称：他会抓住哭闹的婴儿的脚，把孩子的頭撞碎在车厢上。在第二道围栏后是两座用来更衣的大营房，有一间收款台，表面用途是保管钱财和珠宝。拒绝服從的犹太人会被带走，或是被卫兵打死。一条道路将妇女儿童的理发区和男士的理发区分开。下营的所有建筑（包括理发间）都堆放着囚犯的衣物与财物。在站房背后右侧的远处有一座分拣广场，所有的行李首先在此由“衣物特遣队”（Lumpenkommando）收集起来。广场的厢房是叫做“Lazaret”的假医务室，挂着红十字标志。Lazaret是一座小营房，四周被铁丝网包围。生病、年老、受伤和“有困难”的囚犯会被带到这里。Lazaret小棚屋後接著一个7公尺深的挖土坑。假医务室中的囚犯会被领到坑边，由分区长维利·门茨逐一枪杀。门茨被犯人称作“弗兰肯斯坦”，独自处决了上千名犹太人。奥古斯特·米耶特是门茨的上司，绰号“死亡天使”，协助门茨实施杀戮行动。医务室的深坑还被用来焚烧新来的囚犯寄存在更衣区的破旧衣服和身份文件。
特雷布林卡二号营的第3区又称上营，是主要的屠杀区，其中央即为毒气室。为了避免从铁路线上看到毒气室，一道动用挖土机堆建的土堤完全遮挡了铁路方向的视线。土堤呈長條狀，类似一座挡土墙，可在1967年对弗朗茨·施坦格尔的审讯中绘制的一份草图上看到。毒气室的其他方向和灭绝营的其他地方一样，用植入铁丝网的树枝伪装。伪装工作由专门的“伪装特遣队”（Tarnungskommando）完成。更衣房有一条用铁丝网围起来的小路，穿过森林进入毒气室。这条路被党卫队称作“管道”（der Schlauch），但还有个讽刺的外号“天堂之路”（die Himmelstraße）。灭绝营运行的前8个月，毒气室的两侧用挖掘机挖出了50公尺长、25公尺宽、10公尺深的埋尸坑。1943年初，焚尸柴堆取代了埋葬坑的位置。最长的柴堆有30公尺长，通过用混凝土固定的钢梁架在原来的坑上。300名囚犯参与上营的运行，他们住在毒气室背后的单独营房里。

## 屠杀过程
在欧洲德占区的其他纳粹集中营中，囚犯被用作德国战时的强迫劳动；而像特雷布林卡、贝乌热茨和索比堡这样的灭绝营，唯一的功能就是杀死所有被送到营区的人。为了防止受害者意识到灭绝营的本质，特雷布林卡二号营被伪装成一座中转营，用于进一步向东发配；营中有仿造的列车时刻表、大钟（指针是画上去的）、各列车目的地站名、售票窗口、以及一块写着“上马伊丹”（Ober Majdan）的站牌——纳粹用这个假站名指代特雷布林卡，通常用来蒙骗从西欧来的囚犯。马伊丹是战前的一处波兰庄园，距离集中营5公里。

### 波兰犹太人
华沙隔都犹太人的大规模流放自1942年7月22日开始，第一批向特雷布林卡运送了6千人。灭绝营的毒气室于次日上午开始运作。接下来的两个月里，每天有两列火车将从华沙流放的犹太人运到特雷布林卡。每趟列车上有4千到7千名哭喊着要水的犯人。特雷布林卡车站禁止其他列车停靠。每天的第一班列车在清晨抵达，此前往往经历过一夜的等待；第二班列车在下午3点左右抵达。所有新来的囚犯被管理站台的特遣队送到更衣区，然后前往毒气室。根据德国方面记录，在1942年8月22日至9月12日期间，有26.5万华沙隔都犹太人乘货运列车来到特雷布林卡。党卫队旅队长尤尔根·施特罗普递交的官方报告对此有所记录。

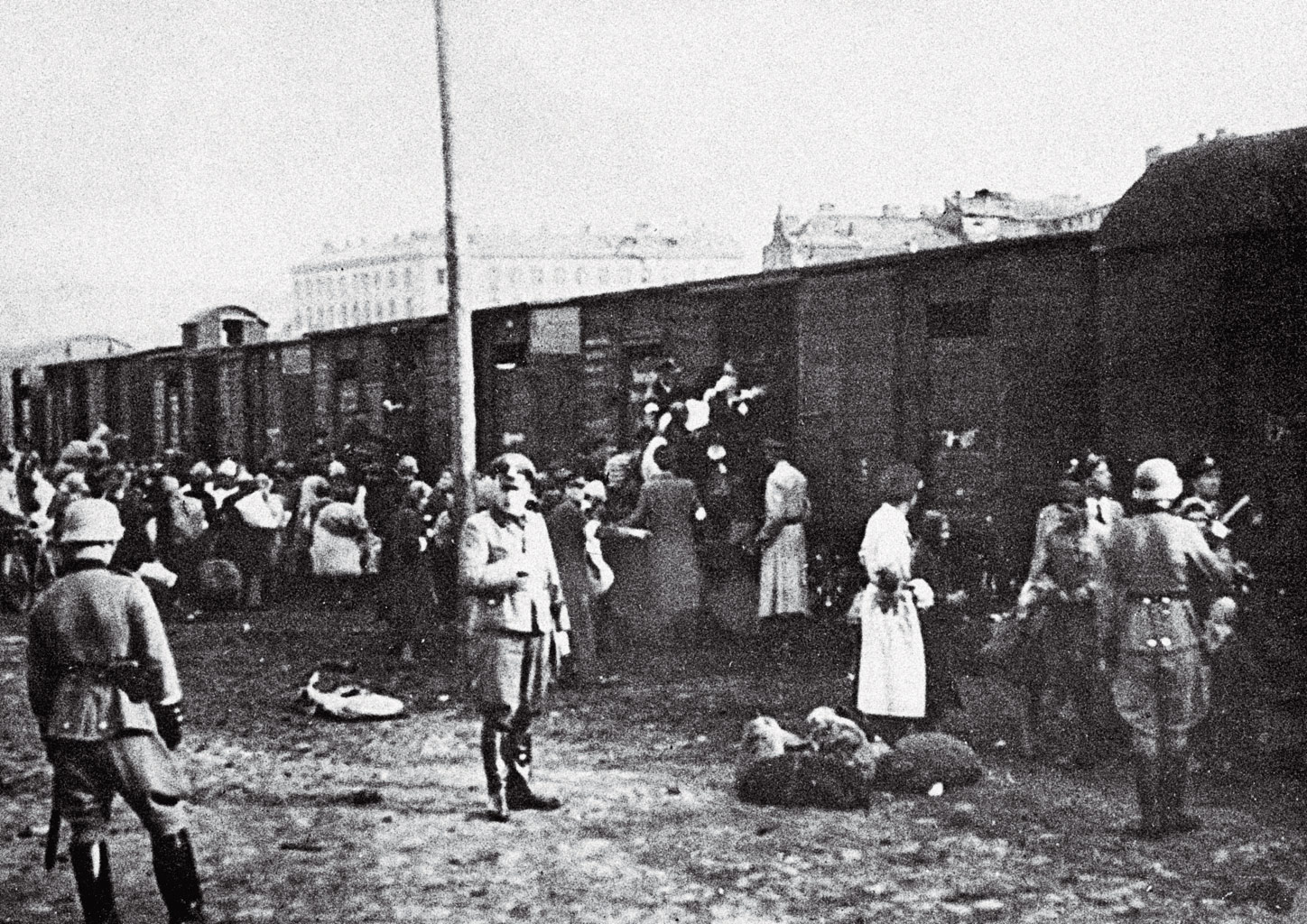
在华沙隔都的集合点 (犹太区)，犹太人被装上前往特雷布林卡的火车。摄于1942年

波兰铁路线的交通异常密集。1941年时，波兰铁路网平均每24小时有420列德国军事列车通过，还要加上境内的其他交通。大屠杀列车在途中常常延误，一些列车需要经过好几天才能到达。数百名囚犯在拥挤的列车中死于疲惫、窒息和干渴。一些极端的情况下，列车中出现了极高的死亡率：比如运送比亞瓦-波德拉斯卡的6千名犹太人到达灭绝营的列车，其路途只有125公里；但当密封的车厢门开启时，已有多达90%的囚犯丧生。自1942年9月起，波兰和其他国家的犹太人均会在到站时收到简短的口头通知。早先标有目的地的告示牌因为明显不够用而被拆走。流放者们被告知他们来到了前去乌克兰路上的一处中转点，需要在此洗澡，并将衣物消毒，然后等待新的工作制服和新指令。

### 外国犹太人和罗姆人

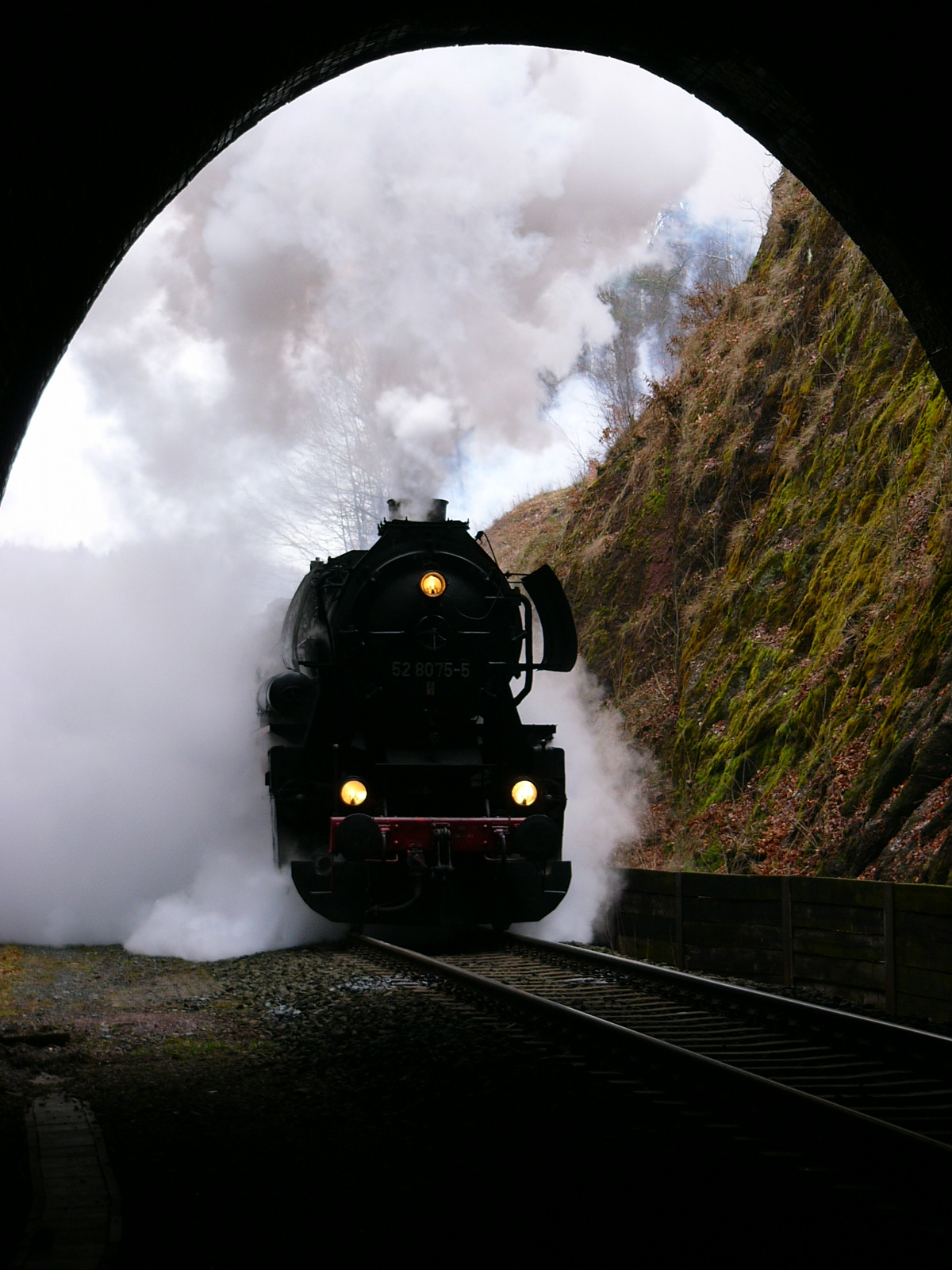
标准的大屠殺列車使用德意志国铁路52型蒸汽机车。

1942年10月至1943年3月间，特雷布林卡接收了近2万名波兰以外的犹太人。其中有8千名犹太人来自波希米亚和摩拉维亚保护国，经泰雷辛施塔特来到灭绝营；纳粹和同盟的保加利亚政府达成协议后，有1.1万余名犹太人自保加利亚占领的色雷斯、马其顿和皮罗特来到特雷布林卡。这些人有车票，主要乘坐旅客列车抵达，带有相当多的行李和饮食。所有的食物都被纳粹带进食物储藏营房。食品供应包括烟熏羊肉、特产面包、葡萄酒、奶酪、水果、茶、咖啡、以及糖果。与从附近的隔都用大屠杀列车接送来的波兰犹太人不同，外国犹太人到达特雷布林卡后会受到一名党卫队队员（奥托·施塔迪或是维利·梅齐希（Willy Mätzig））的热情欢迎。随后，这些人和其他犹太人一样被杀害。特雷布林卡主要用来杀害波兰犹太人；贝乌热茨用来杀害奥地利和苏台德地区的犹太人；索比堡用于杀害法国和荷兰的犹太人。而知名的奥斯维辛-比克瑙集中营则被用来杀害几乎所有其他欧洲国家的犹太人。
卸下车厢后的机车回到特雷布林卡站或马乌基尼亚的中转场，以待下一次装货；列车里的受害者则由“蓝色特遣队”（Kommando Blau）拉到站台上。囚犯在混乱与哭喊中被带入大门，在门后按性别分开，女性被推到左侧的更衣房和理发室，男性则分到右侧。所有人被命令把鞋带绑在一起，然后脱光衣服。有些人留着自己的毛巾。拒绝服从的犹太人会被带到假诊所Lazaret, 随即在诊所背后被枪决。妇女的头发会被剃掉，因此她们要比男人花更多的时间准备进入毒气室。纳粹用剪下来的头发制作U型潜艇船员的袜子，以及德意志国铁路列车上的毛毡鞋。
在特雷布林卡遇害的绝大多数是犹太人，但也有2千名罗姆人丧命。和犹太人一样，罗姆人先是被围捕，再被送往隔都。在1940年1月30日的一场会议上，纳粹决定将生活在德国本土上的3万名罗姆人发配到原波兰领土上。这些罗姆人大多被送到波兰总督府的犹太隔都中，如华沙和罗兹的隔都。送到特雷布林卡的罗姆人大多和犹太人一样被毒气杀害，有少数被枪杀。隔都中的犹太人大多被送到贝乌热茨、索比堡、或是特雷布林卡处决；隔都罗姆人则大多被当场射杀。特雷布林卡罗姆人中没有已知的幸存者或逃亡者。

### 毒气室

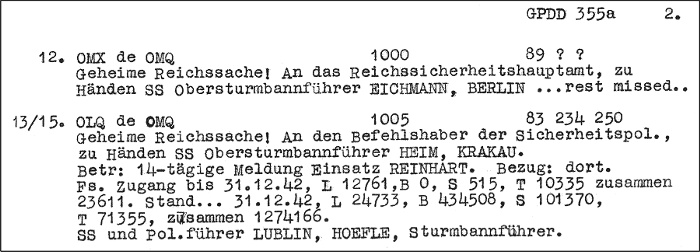
解密后的赫夫勒电报，列出了莱茵哈德行动各灭绝营的接收人数。赫夫勒电报原为一份发向柏林的密电，由莱茵哈德行动副指挥赫尔曼·赫夫勒于1943年1月15日发出。此文件中，特雷布林卡1942年的接收人数为“71355”，和电报列出的各营接收总人数相矛盾，应为“713555”的誊写错误。

脱光衣服的犹太人被鞭打着赶向毒气室，迟疑的人会遭到尤其残忍的对待。特雷布林卡的纳粹欺骗受害者去“淋浴”；与之相比，奥斯维辛集中营指挥官鲁道夫·霍斯的做法是告诉犯人他们需要“除虱”。根据一些党卫队军官战后的证词，男人总是先被送入毒气室，而女人和儿童在毒气室外等着进去。他们在等待时能够听到毒气室内传来痛苦的声音，便会意识到自己将面临什么，随即开始恐慌、焦虑、甚至失禁。
据许多幸存者在战后指证，在1942年至1943年期间，一名被称做“恐怖伊凡”的军官负责操作特雷布林卡的毒气室。据称，当犹太人在毒气室外等待自己的厄运时，这个恐怖伊凡折磨、殴打、乃至杀害了其中许多人。幸存者目睹伊凡用管子把受害者的頭部打裂、用剑或者刺刀划开人的身子、把鼻子和耳朵切下来、以及挖出眼珠。一名幸存者作证称，伊凡曾把一个婴儿直接在墙上砸死；另一人作证说，伊凡在强奸了一名少女后把她的腹部切开，让她流血至死。
毒气区被高大的木栅栏完全封锁。区内原来有三座内部相连的营房。每座营房8公尺长，4公尺宽、伪装成洗澡间。营房有双层墙壁，夹层用压实的土隔绝。内墙和天花板表面铺有油纸。地板用和屋顶一样的镀锡的金属板铺满。坚实的木门用橡胶隔音，从外侧用厚重的门闩固定。
根据施坦格尔的说法，一趟3千人的列车可以在三小时内“处理”完毕。每个14小时工作日可以杀害1.2万至1.5万人。随着新毒气室建成，杀人程序用时被缩短到一个半小时。杀害囚犯的毒气来自一台苏联红军坦克引擎；引擎的廢氣气经管路引入毒气室。毒气系统由埃里希·富赫斯负责安装。产生毒气用的引擎是党卫队在灭绝营建设期间带进来的，和为灭绝营供电的发电机放在一个房间。排气管埋在地下，通向全部三个毒气室，运行时可以看到有烟气漏出。通入毒气大约20分钟后，几十名特遣队员将尸体搬出，装上推车运走。这一杀人系统并不完善，需要付出很大努力；当天晚些时候到达的火车必须在特雷布林卡、马乌基尼亚、或是武尔卡奥克兰格里克的车场轨道上等待过夜。

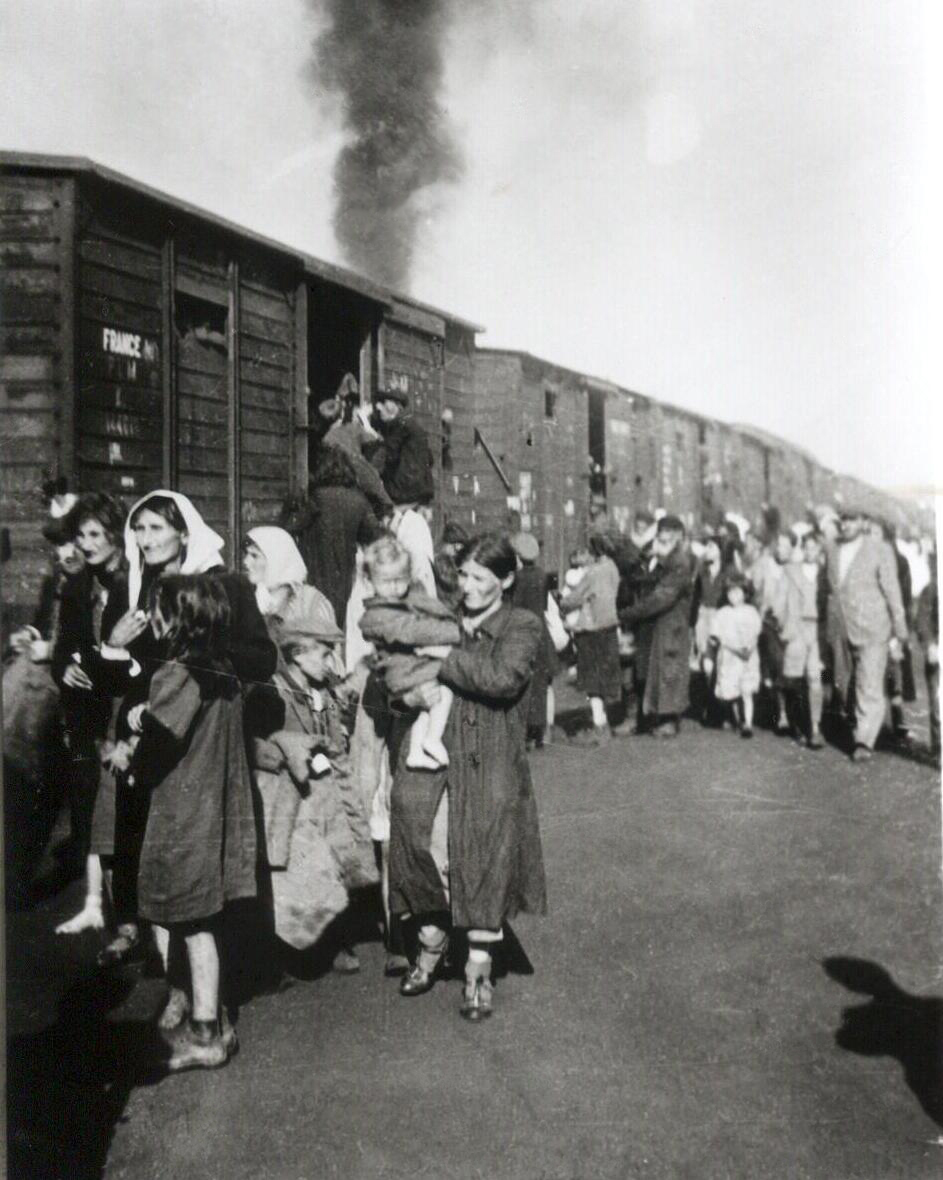
谢德尔采隔都遭清洗期间，1万名犹太人被发配到特雷布林卡。隔都清洗开始于1942年8月23日。

1942年8月至9月间，一座新的用砖石和砂浆修建的大型建筑在混凝土地基上建成。修建由T4行动安乐死专家埃尔温·兰贝特指导。新建筑有8-10间毒气室，每间毒气室8米长、4米宽；建筑中央有一条走廊。施坦格尔监督了新毒气室的建设，还从邻近的马乌基尼亚村拆解工厂库存，提供建筑原料。建设期间，每天仍有受害者来到灭绝营，他们被赤身裸体地带过建筑工地，到达原来的毒气室。新毒气室在五周的建设后投入使用，毒气引擎从一台增加到两台。毒气室的金属大门来自比亚韦斯托克附近的苏联军事碉堡，门上有觀察孔，方便在移走尸体前观察死者。据施坦格尔的说法，旧毒气室可在3小时杀死3千人，而新毒气室是三座莱茵哈德灭绝营中最高效的，每天最多可以杀掉2.2万或2.5万人。格洛博奇尼克曾向党卫队消毒处的同僚库尔特·格施泰因吹嘘此事。新毒气室从未以满负荷运行，每天杀死的人数平均维持在1.2万至1.5万人。
特雷布林卡的杀人过程与奥斯维辛和马伊达内克相差甚大：奥斯维辛和马伊达内克使用齐克隆B，即氰化氢气体；而在特雷布林卡、索比堡和贝乌热茨，受害者在固定毒气室中死于引擎废气导致的窒息和一氧化碳中毒。而在海乌姆诺灭绝营，受害者被装入两辆特殊设计、配有专门设备的特制卡车中。卡车以经过科学计算的速度行驶，从而使车内的犹太人在路途中死亡，而不是到了目的地再让司机和卫兵处决。奥斯维辛的指挥官鲁道夫·霍斯在参观特雷布林卡后，认为使用廢气不如自己灭绝营使用的氰化物。毒气室在运行12分钟后会安静下来，随后封闭20分钟（或适当缩短）。根据1943年囚犯起义的中逃亡的幸存者扬凯尔·维尔尼克的说法，由于毒气室里太过拥挤，房门打开时里面的尸体是立着或跪着的，而不是躺着的。死去的母亲们抱着自己孩子的尸体。曾在特遣队工作的囚犯后来作证说，当死人被带出毒气室时，经常有人咽下最后一口气。在处理尸体时，一些受害者还有生命迹象，但卫兵通常拒绝作出反应。

### 焚尸坑

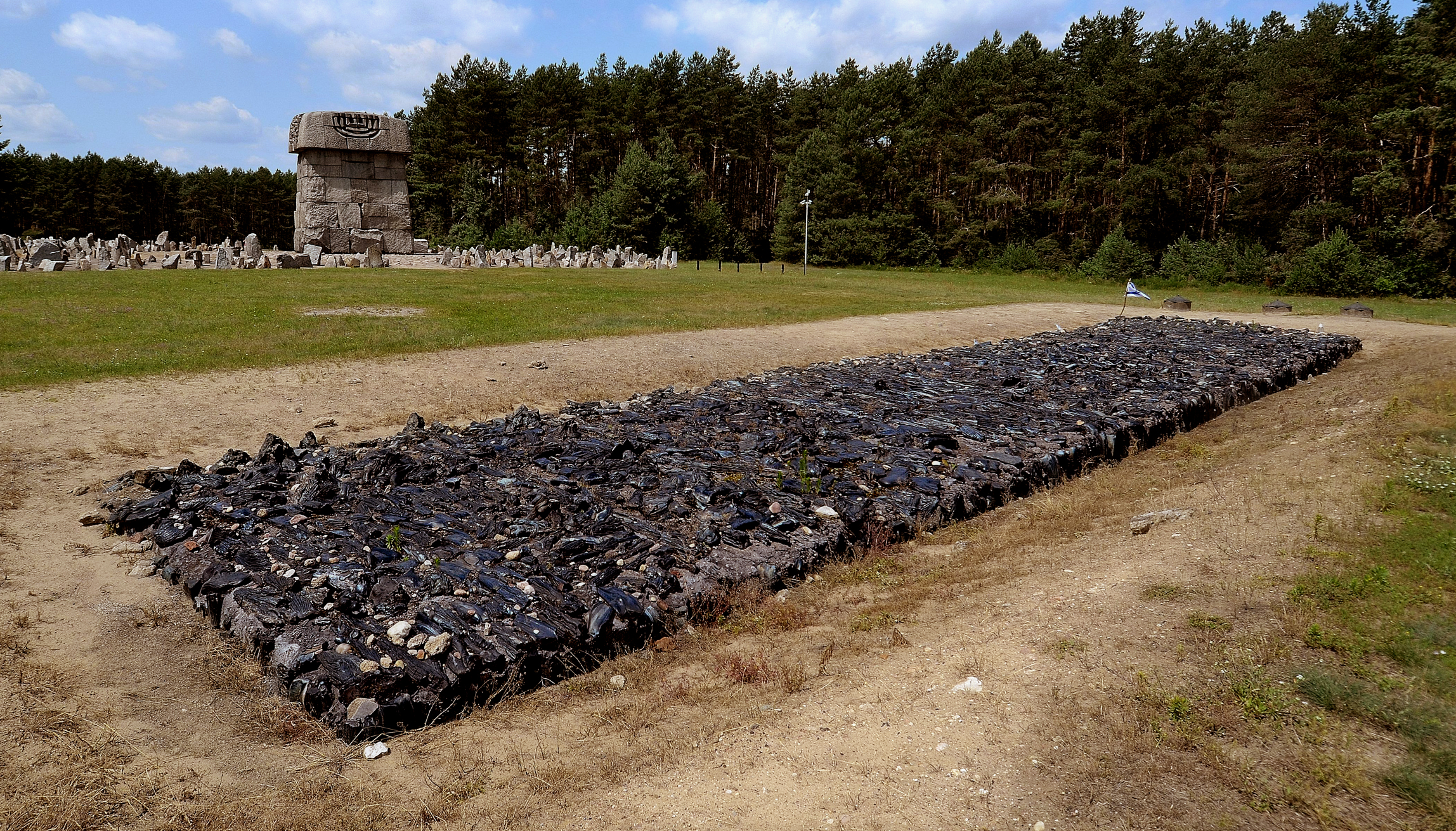
特雷布林卡一处焚尸坑旧址上的石制纪念设施。设计成平放的墓碑状，以黑色玄武岩碎块用水泥固定而成，象征烧过的焦炭。坑中的骨灰和沙土混合后撒在2.2公顷范围内。

1943年4月，德国人发现了1940年卡廷大屠杀中被苏联杀害的波兰人坟墓，随即意识到了大规模掩埋尸体会带来的政治风险。1万名波兰军官被内务人民委员部处决后，尽管遗体已经埋在地下很长时间，但被德国人发现时仍旧保存完好。德国成立了卡廷委员会来证明苏联应对屠杀波兰军官负全部责任，并通过无线电广播和新闻影片向盟军通告这一战争罪行。随后，纳粹领导层开始考虑掩盖自己的罪行，下达密令将埋在地下的尸体挖出来焚烧。希姆莱于1943年2月底（一说3月初）访问特雷布林卡之后不久，火化工作就开始了。
为了火化尸体，特雷布林卡二号营的第3区修建了大型火葬坑。特遣队不得不挖出灭绝营运作的头6个月埋葬的尸体，然后在燃烧的柴堆上将新旧受害者尸体一同火化。焚尸坑在灭绝营的火化专家赫贝特·弗洛斯指导下修建。坑上有铁轨作为格栅；铁轨固定在混凝土块上。铁轨的下面是木柴，上面放置尸体，尸体在淋上汽油之后焚烧。按照扬凯尔·维尔尼克的说法，焚尸的景象令人痛苦，孕妇的肚皮因为羊水沸腾而炸开。他写道：“坑里发散的热量使人发疯”。尸体被焚烧5小时，未将骨头烧成灰。火化柴堆24小时不间断运作。完善后的焚尸系统一次可以焚烧1万到1.2万具尸体。
露天焚烧坑位于新毒气室的东侧，每天早上4点开始补充燃料（视工作量情况，有时会5点后开始），之后差不多每5小时补充一次，直到下午6点。今天的灭绝营纪念馆中有一座平放的墓碑状设施，标示着其中一座焚尸坑。“墓碑”使用熔融的玄武岩建成，基座为混凝土。这座纪念设施是一座衣冠冢；纳粹早将坑里真正的骨灰和沙土混在一起，撒在范围2.2公顷的土地上。

## 灭绝营的组织

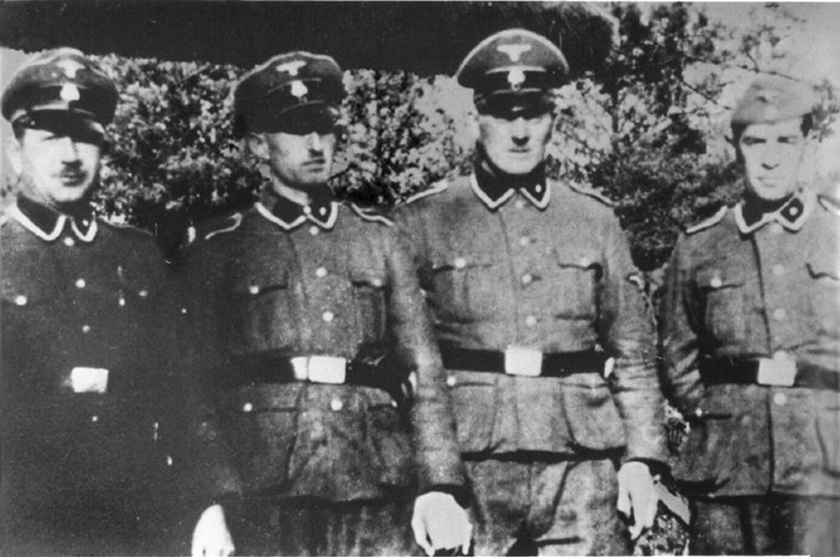
特雷布林卡的骷髅总队成员。左起：保罗·布雷多、维利·门茨、马克斯·默勒 (党卫队军官)、约瑟夫·希尔特赖特

灭绝营的运作人员包括20至25名骷髅总队队员，来自德国和奥地利；外加80到120名“看守人”（Wachmänner）卫兵，由党卫队在波兰卢布林附近特拉夫尼基集中营的专门设施中训练——纳粹所有的“看守人”都由特拉夫尼基训练。卫兵主要为乌克兰人和来自东方的德意志裔人，还有一些曾在红军服役的俄罗斯人、鞑靼人、摩尔多瓦人、拉脱维亚人、以及中亚人。这些人由特拉夫尼基集中营指挥官卡尔·施特莱贝尔从苏联战俘营中招募。他们的应募有多大程度是出于自愿仍有争议：尽管苏联战俘的关押环境糟糕透顶，战俘营自1941年9月中旬起陷入饥寒交迫与疾病；但在那之前就已经有苏联人开始勾结德国人。
特雷布林卡的工作由犹太囚犯在死亡威胁下完成。犹太人被组织成专门的“特遣队”。在第2区“下营”的接收区，每个特遣小队都有一个不同颜色的三角，从而避免新犯人混入特遣队。其中，“蓝色小队”（Kommando Blau）负责管理铁路坡道，以及打开车厢门锁。小队迎接新来的受害者、拉走在路途中死掉的尸体、移走行李包裹、清理车厢地板。“红色小队”（Kommando Rot）是最大的特遣小队，负责在囚犯们被“处理”后将受害者的行李财物开包分类。分类后的行李由红色小队送往库房。管理库房的是“黄色小队”（Kommando Gelb），他们将物品按品质区分，将所有外衣上的犹太星除掉，并取走缝在内衬里的钱财。行李随后由“杀菌小队”（Desinfektionskommando）接手；他们负责为行李杀菌——包括来自女受害者们的成堆头发。“金犹太”小队（Goldjuden）负责收集和清点钞票，以及为黄金珠宝估值。
另有一个300人的小组，称作“死亡犹太人”（Totenjuden），在第3区毒气室对面工作与生活。在灭绝营运行的前6个月，他们负责把尸体从毒气室搬走埋葬；事前会将尸体的金牙拔掉。1943年初，特雷布林卡开始火化尸体，小队便开始负责将尸体搬到火化坑、为柴堆补充燃料、用大锤将残留的骨头锤烂、收集骨灰以备销毁。开到特雷布林卡的“流放者”列车平均每列有60节严加看管的货车厢。列车在停车场被分为三组，每组20节。每组车皮在倒进坡道的头两个小时处理完毕，然后由特遣队做好准备交换下一组20节列车。
所有小队的成员不断地遭到卫兵的殴打，时常有人被射杀。替代的小队成员从新来者中选取。灭绝营中还有一些不与流放者接触的小队：比如负责砍树劈柴的“伐木工小队”（Holzfällerkommando）、以及负责伪装集中营建筑的“伪装小队”（Tarnungskommando）
还有一支小队负责清理公共区域。第1区的“住宅营”大院的营房住有大约700名特遣队；再加上毒气室对面居住的300名“死亡犹太人”，各小队的总人数为1000人左右。
有很多特遣队员在夜里上吊自杀。“死亡犹太人”营房每天有15到20人自杀。工作小队队员几乎每隔几天就会被全部更换一次；先前的队员会被处死，只有最能适应的队员会留下。

## 特雷布林卡囚犯起义

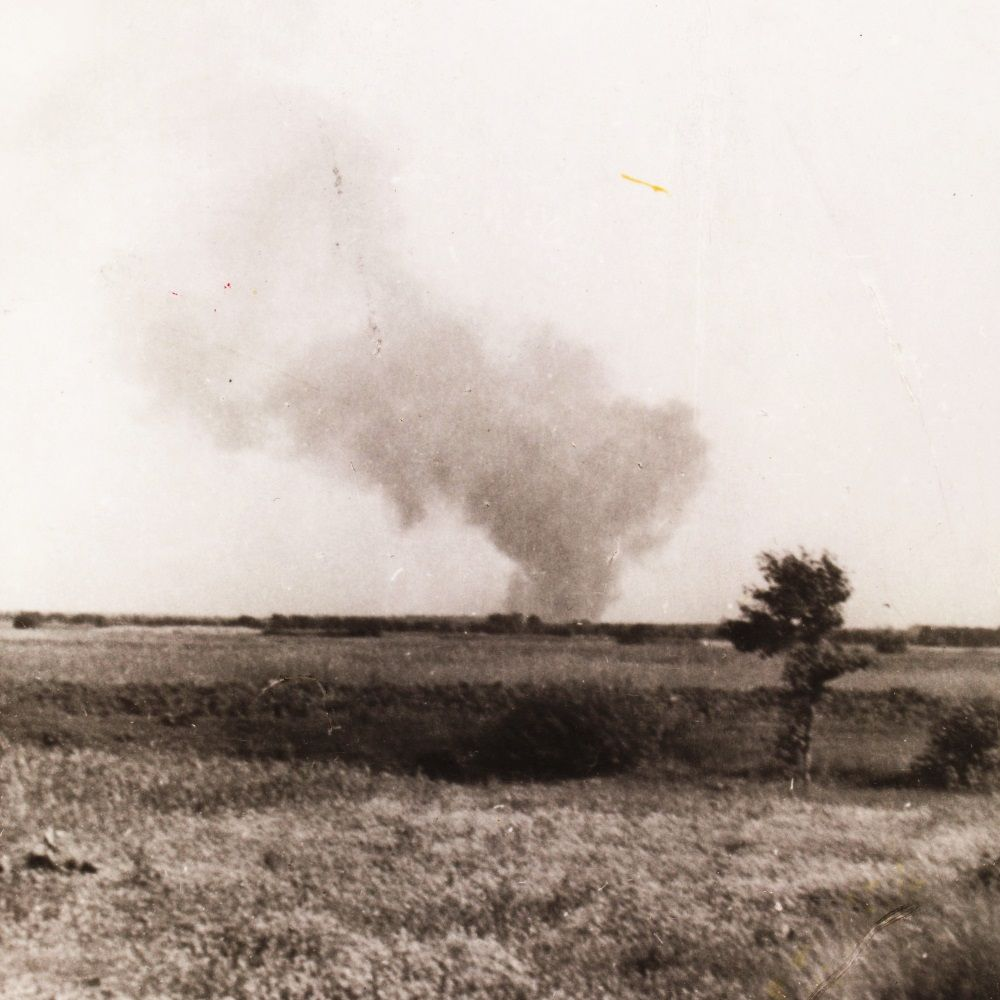
1943年8月2日，特雷布林卡二号营周边在囚犯起义期间燃烧。营房被人纵火，一个油罐在起火后爆炸，点燃了周围的建筑。弗朗齐歇克·赞贝茨基秘密拍摄了这张照片。

1943年初，特雷布林卡成立了一个犹太地下抵抗组织，其目的是掌控集中营并逃向自由。实施起义计划前，抵抗组织做了长期的秘密准备。秘密部队最早由前波兰陆军上尉尤利安·霍兰日茨基医生组织。根据起义共谋者萨穆埃尔·拉伊兹曼（Samuel Rajzman）的描述，霍兰日茨基是个高尚的人，对于行动不可或缺。霍兰日茨基的组织委员会包括泽洛米尔·布洛赫（Zelomir Bloch，领导）、鲁道夫·马萨里克、马尔采利·加莱夫斯基（Marceli Galewski）、萨穆埃尔·拉伊兹曼、伊连娜·莱夫科夫斯卡医生（Irena Lewkowska，别称“Irka”，来自志愿帮手的医务室）、莱昂·哈伯曼（Leon Haberman）、哈伊姆·什塔耶尔（Chaim Sztajer）、赫什勒·斯佩林（Hershl (Henry) Sperling，来自琴斯托霍瓦）等人。霍兰日茨基曾为德国病人治疗；1943年4月19日他在即将被捕时服毒自杀，从而让德国人无法通过拷问他来发现起义计划。接任领导的是另一位前波兰陆军军官——贝雷克·拉伊赫医生，拉伊赫于5月1日来到灭绝营。他生于琴斯托霍瓦，曾在维什库夫行医，1939年被纳粹驱逐到文格鲁夫。
囚犯起初计划在1943年6月15日起义，但后来不得不推迟。1943年4月19日，华沙隔都爆发起义。在一列运送起义军俘虏的列车中，有一名战士将一颗手榴彈偷偷带到了特雷布林卡。这枚手榴彈在更衣区引爆，使得党卫队和卫兵陷入恐慌。爆炸事件后，特雷布林卡担心类似情况再次发生，只接收了约7千名华沙犹太人。其余4.2万名华沙犹太人被转而送往马伊达内克集中营。灭绝营继续全速发掘和焚烧以前掩埋的尸体，这一工作直到七月底才完成。随着工作量开始减少，二号营的密谋者们愈发担心自己的前景。随着来到集中营的列车越来越少，他们意识到自己“是下一个被送进毒气室的人”。

### 起义日与幸存者
起义发起于1943年8月2日。当天是周一，是毒气室工作的固定休息日。时值炎夏，一队德国人与约40名乌克兰人开车去西布格河游泳。密谋者们使用一把先前复制的钥匙，悄悄地打开了铁道旁边的军火库。他们偷走了20到25把步枪、20枚手榴彈、以及几支手枪。起义者们将武器装在推车里，送到砾石场的工作小队手上。下午3时45分，700名犹太人发动了一场持续30分钟的叛乱。他们给营房放火，引爆了一个油罐，点燃了周围的建筑。一队配备武装的犹太人攻打正门，其他犹太人试图翻越围栏。25名德国人和60名乌克兰“特拉夫尼基人”用机关枪开火，几乎将起义者屠杀殆尽。拉伊赫与大多数起义者皆被害。约有200名犹太人逃出了灭绝营，但纳粹开车和骑马追逐他们，使得逃亡者半数遇害。犹太人没有切断电话线，施坦格尔得以从四个不同城镇叫来数百名德国援军。援军赶来时在沿途设置了路障。幸存的逃亡者部分被波兰家乡军游击队员送到河对岸，另一些（比如斯佩林）跑了30公里，之后得到了波兰村民的救助。灭绝营的逃亡者中，已知存活到战后的约有70名，其中一些人著有特雷布林卡的回忆录：里哈德·格拉扎尔、希尔·赖赫曼、扬凯尔·维尔尼克、以及萨穆埃尔·维伦贝格。

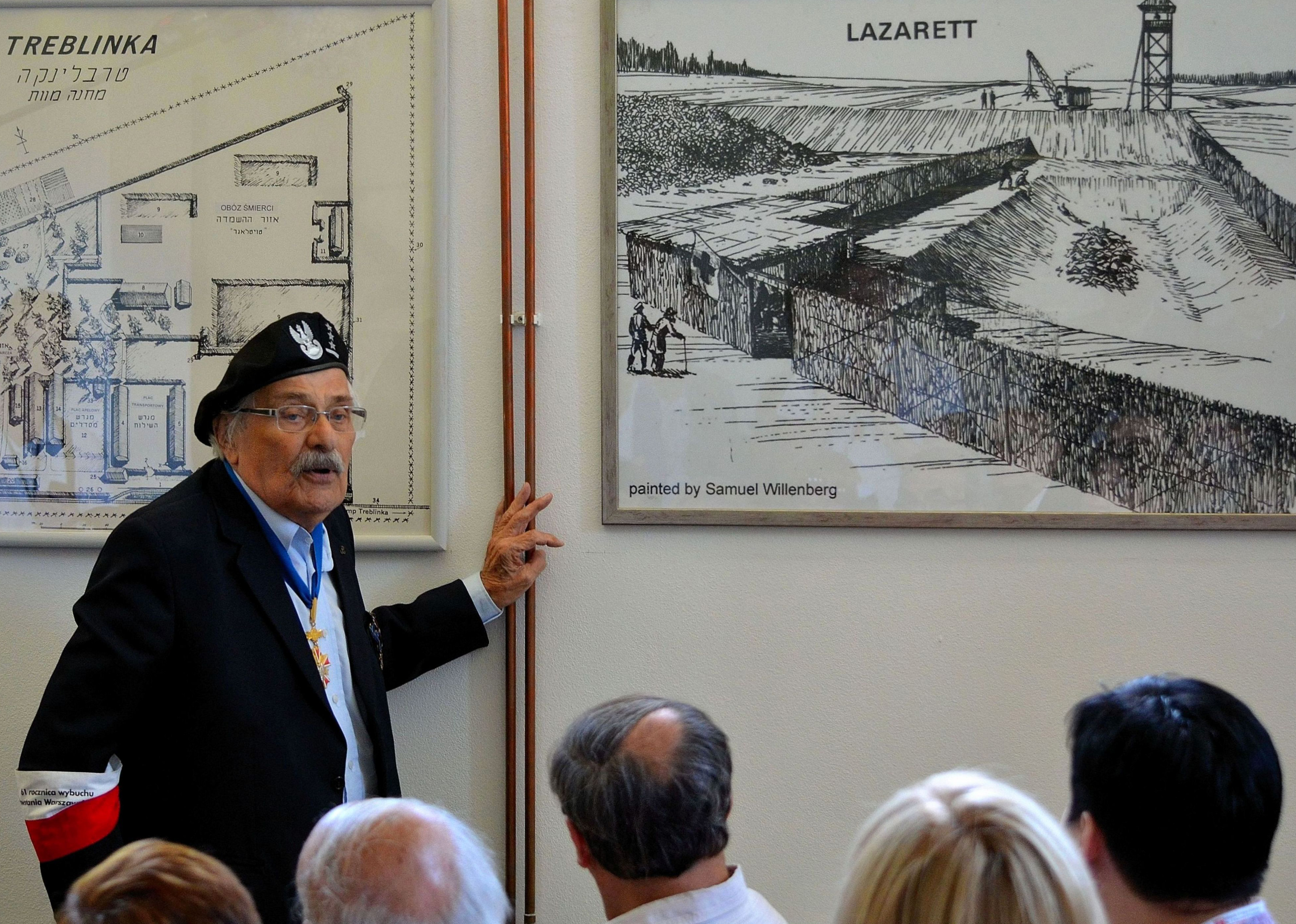
在灭绝营遗址上的斗争与殉道博物馆，特雷布林卡幸存者萨穆埃尔·维伦贝格展示自己绘制的特雷布林卡二号营示意图。右侧为“医务室”杀人中心。

在火烧灭绝营后逃跑的犹太人中，有两名同为19岁的囚犯：萨穆埃尔·维伦贝格和卡尔曼·泰格曼。二人均在1942年来到灭绝营，并在死亡威胁下强迫劳作。泰格曼于2012年去世，维伦贝格逝于2016年。泰格曼讲述自己的经历时称，“是地狱，完全是地狱。正常人完全无法想象一个活人是怎样经历过这一切的——杀手，天生的杀手，不带一点悔恨就把所有东西都杀了。”战后，维伦贝格和泰格曼移民以色列，晚年致力于重述特雷布林卡的故事。逃走的赫什勒·斯佩林与里哈德·格拉扎尔患上了幸存者内疚综合症，最终自杀。哈伊姆·什塔耶尔起义时34岁，在二号营作为特遣队员存活了11个月，是协调一号营和二号营起义的关键人物。逃出灭绝营后，什塔耶尔在森林中存活了一年多，直到波兰解放。战后他先是移民以色列，然后移居澳大利亚墨尔本。他在晚年根据回忆搭建了特雷布林卡的模型，目前陈列在墨尔本的犹太人大屠杀中心。

### 起义之后
起义发生后，施坦格尔在卢布林会见了莱茵哈德行动的领导——奥迪洛·格洛博奇尼克，以及督察员克里斯蒂安·维尔特。施坦格尔决定不起草此事的报告，因为没有本土德国人在镇压叛乱时丧命。施坦格尔希望重建灭绝营；但格洛博奇尼克告诉他，特雷布林卡将在不久后关闭，施坦格尔将会被调到的里雅斯特协助镇压当地的游击队。纳粹高层可能认为施坦格尔、格洛博奇尼克、维尔特等与莱茵哈德行动相关的人物掌握了太多的信息，于是将他们送上前线处理掉。德国在波兰建立的隔都中已经几乎没有活着的犹太人，重建灭绝营设施已经没有多大意义。再加上奥斯维辛已经足以处理纳粹剩下的灭绝需求，特雷布林卡就显得多余了。
当年八月，灭绝营指挥官由原来的副指挥库尔特·弗朗茨继任。弗朗茨在战后作证称，他接任的时候已经停止使用毒气了。但事实上，尽管灭绝营被严重破坏，毒气室仍然完好无损，对波兰犹太人的屠杀仍在继续。灭绝营减缓了杀人速度，每次只有十节车厢驶入坡道，其余的车厢只能等待。特雷布林卡的最后两列犹太人列车来自比亚韦斯托克隔都，先后于1943年8月18日和19日到达灭绝营实施毒杀。根据列车驶经特雷布林卡村时的观察，波兰家乡军信息办在一份公报上发布了这两列列车的车厢数目：18日的列车有37节，19日则有39节车厢，合计76节车厢。19日到达特雷布林卡的39节车厢中，有至少7600名比亚韦斯托克隔都起义的幸存者。
1943年10月19日，奥迪洛·格洛博奇尼克发函终止了莱茵哈德行动。第二天，一大批在前几周内致力于拆除集中营建筑的犹太工人被装上火车，经谢德尔采和海乌姆运往索比堡，于10月20日被毒气杀害。同年11月，弗朗茨跟随格洛博奇尼克和施坦格尔前往的里雅斯特。营地的清理行动持续了整个冬天。作为行动的一部分，剩下的犹太人特遣队队员将毒气室一砖一瓦地拆除，随后用拆下来的砖块在灭绝营的面包房原址建起一间农舍。1944年1月5日，格洛博奇尼克在从的里雅斯特寄给希姆莱的一封信中确认，农舍是用来让纳粹乌克兰特工藏在幕后的秘密哨所。格洛博奇尼克写道，出于“监视原因”，一个名叫奥斯瓦尔德·施特莱贝尔（Oswald Strebel）的德意志裔乌克兰志愿帮手获准将家人从乌克兰接到农舍。施特莱贝尔曾在特雷布林卡二号营担任卫兵。他被指示告知来访者，自己在当地种地已经几十年了；但当地的波兰人很清楚灭绝营的存在。

## 特雷布林卡二号营的行动指挥

### 伊尔姆弗里德·埃贝尔

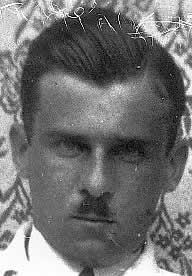
特雷布林卡二号营的首任指挥官伊尔姆弗里德·埃贝尔，被断定为运转营地无能，因而撤职。

1942年7月11日，党卫队二级突击队中队长伊尔姆弗里德·埃贝尔被任命为二号营的首任指挥。埃贝尔曾在贝恩堡安乐死中心任精神科医师，是二战期间唯一一位指挥过灭绝营的主治医师。有人认为，此人糟糕的组织能力使得特雷布林卡的运转极度恶化；另一些人指出，涌入特雷布林卡的火车数量之多，反映纳粹高层对灭绝营“处理”囚犯的能力预期太过不切实际。早期的毒气设施常常因过度使用而故障，迫使党卫队枪杀这些挤到窒息的犹太人。工人来不及掩埋死人，埋尸的万人塚也被填到满出来。根据埃贝尔的同事，党卫队三级小队副汉斯·兴斯特的证词，埃贝尔的自负和权力欲超出了他的能力：“到站的运输车实在太多，再也无法处理卸车和毒气处决的工作。”在开往特雷布林卡的大屠杀列车上，许多锁在车厢里的犹太人猜到了他们即将面临的事情。尸体腐烂的恶臭在10公里外都能闻到。
犹太证人奥斯卡·贝尔格（Oskar Berger）是1943年起义的约100名脱逃者之一。他如此描述自己1942年8月到达时的灭绝营状况：
我们下车时注意到一幅令人惊愕的景象：几百具尸体丢得到处都是。成堆的包裹、衣服、行李箱，一切都乱七八糟。德国和乌克兰的党卫队员站在角落，胡乱向人群开枪。
1942年8月26日，格洛博奇尼克、克里斯蒂安·维尔特与尤泽夫·奥伯豪泽尔（维尔特在贝乌热茨的副官）突击访问特雷布林卡。埃贝尔被当场撤职，理由包括对上万具尸体的处置不称职、杀人方法效率底下、未能妥善隐瞒大屠杀。埃贝尔被调到柏林，离希特勒总理府的行动总部更近，总部的犹太人大屠杀主策划——海因里希·希姆莱——不久前加快了行动的进度。格洛博奇尼克任命维尔特暂时留在特雷布林卡，帮助清理营地。1942年8月28日，格洛博奇尼克暂停了驱逐工作。至于灭绝营指挥埃贝尔的继任者，格洛博奇尼克选择了索比堡灭绝营的指挥官——弗朗茨·施坦格尔。施坦格尔因管理有方、充分理解计划目标而名声在外，格洛博奇尼克相信他能够恢复营地控制。

### 弗朗茨·施坦格尔

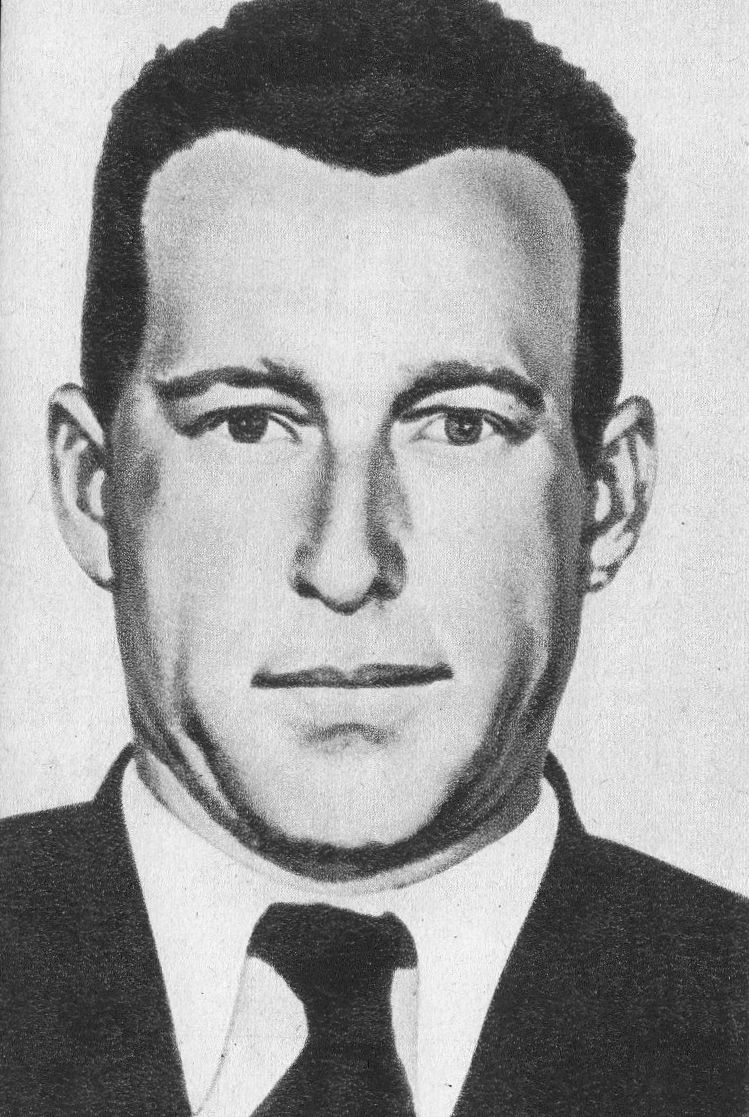
弗朗茨·施坦格尔，特雷布林卡二号营的第二任指挥官，也是任职最长的一任。

施坦格尔于1942年8月底到达特雷布林卡，9月1日接替埃贝尔的职位。多年后，施坦格尔在1971年接受基塔·瑟伦利采访时如此描述他到场后最先看到的景象：
这条路沿着铁路而行。当我们离特雷布林卡还有十五到二十分钟的车程时，我们开始在沿途看到死尸。一开始只是两三具，然后越来越多。等到我们开进特雷布林卡车站，那里看起来得有几百具死尸——就只是放在那——显然在那已经放了好些天了，而且还是大热天。车站里有一列满是犹太人的火车，有些死掉了，有些还活着……那列火车看起来也一样在那待了好几天了。 
施坦格尔整顿了营地，运送华沙犹太人和拉多姆犹太人的列车于9月3日起再次开始陆续抵达。根据以色列历史学家伊扎克·阿拉德的说法，施坦格尔希望营区更加令人赏心悦目，因此他下令在“住宅营”大院里铺设道路。“赛德尔街”两旁和党卫队生活区周围种上了鲜花。施坦格尔还命令党卫队用一段由犹太工人翻译的口头通知迎接引来的犯人。流放者被告知他们来到了去往乌克兰路上的一个中转点。为了欺骗犹太人，几个穿着白大褂的德国人会回答犹太人的一些问题。施坦格尔不时会穿上白色制服，带上一条鞭子，因此被囚犯称做“白色死神”。尽管对灭绝营的运作直接负责，施坦格尔在自己的证词中说他会尽可能地限制自己与犹太犯人的接触。他声称自己很少干涉灭绝营里的下属犯下的残酷行径。他说，自己对于杀戮愈发麻木不仁；他的眼里囚犯已不再是人，而是必须销毁的“货物”。

#### 《特雷布林卡之歌》
根据战后的证词，在运输暂时停止期间，时任灭绝营副指挥库尔特·弗朗茨填了一首歌词，来颂扬特雷布林卡灭绝营。这些歌词实际上是囚犯瓦尔特·希尔施（Walter Hirsch）写的。曲调来自弗朗茨在布痕瓦尔德记住的一些调调。曲子为D大调上拍。特遣队的犹太劳工被要求学唱这首歌，且必须在到达灭绝营的当天晚上学会。党卫队三级小队副弗朗茨·祖霍梅尔回忆的歌词如下：“我们只听指挥官的话，/我们只知服从和义务。/我们只想工作、工作，/直到有一天有一点点运气向我们招手。万岁！”

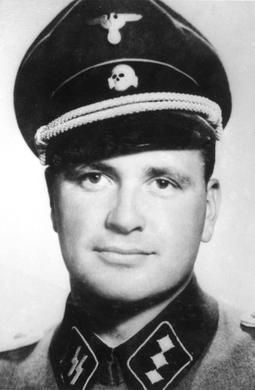
库尔特·弗朗茨，埃贝尔何施坦格尔手下的副指挥，后成为特雷布林卡二号营的末任指挥官。

在纳粹的胁迫下，灭绝营中集合了一支乐团，由战前华沙的著名音乐家亚图尔·戈尔德领衔。他指挥灭绝营的10人管弦乐团，并将《特雷布林卡之歌》改编为供乐团演奏的版本。戈尔德于1942年到达特雷布林卡，被纳粹命令在“住宅营”的党卫队食堂演奏音乐。他在1943年8月的起义中丧生。

### 库尔特·弗朗茨
1943年8月，特雷布林卡发生起义；两个月后，莱茵哈德行动终止。施坦格尔随后与格洛博奇尼克前往的里雅斯特，增援意大利北部的党卫队。特雷布林卡二号营的最后一任指挥为库尔特·弗朗茨，因为“稚气的长相”被囚犯们称做“娃娃”（波蘭語：Lalka）。根据幸存者的证词，弗朗茨会因为轻微的违纪而枪杀囚犯，将囚犯殴打至死，或是让他的狗Barry把囚犯扯成碎片。他掌管特雷布林卡直至1943年11月。在接下来的几个月里，特雷布林卡二号营周边的清理工作由附近一号营“劳动营”的犯人完成。弗朗茨的副手是党卫队一级小队长弗里茨·屈特纳。屈特纳维系着一个特遣队告密者网络，还亲自参与杀人。
库尔特·弗朗茨违背了不得在特雷布林卡内部拍照的命令，保存了一本名为《美好时光》（德語：Schöne Zeiten）的相册。这本相册是一本难得的图像资料，展现了机械化的万人坑挖掘、马乌基尼亚的砖瓦建筑、以及特雷布林卡的动物园等等。弗朗茨十分谨慎，没有拍摄毒气室。
按照特奥多尔·范奥伊彭的命令，特雷布林卡一号营的砾石场全负荷运作到1944年7月；新的劳力由区长官恩斯特·格拉姆斯从索科武夫送来。大规模射杀一直持续到1944年。随着苏联部队逼近，最后300到700名销毁罪证的特遣队被“特拉夫尼基人”在1944年7月底处决；此时灭绝营已经正式关闭很长时间了。施特莱贝尔——被安排在二号营面包房旧址上农舍里的那个德意志裔人——把那间用毒气室的砖修建的农舍放火烧毁，来躲避抓捕。

## 苏军抵达
1944年7月底，苏联部队开始从东面逼近。德国人撤离时已经毁坏了种族灭绝的大多数直接证据，烧毁了周围的村庄，包括波尼亚托沃、普罗斯滕、格兰德的761座建筑。许多家庭遇害，曾为党卫队提供粮食的农田被烧毁。1944年8月19日，德军将普罗斯滕教堂及其钟楼炸毁，拆除了地区内最后一处抵御红军的据点。苏联军于8月16日进入特雷布林卡。此时的灭绝营区已被夷平，地被翻过，种上了羽扇豆。到访的苏联战地记者瓦西里·格罗斯曼写道：“剩下的是泥土里的小块骨头、人的牙齿、纸屑和布片、碎盘子、罐子、修面刷、生锈的锅碗瓢盆、大大小小的杯子、被打烂的鞋子、成块的人头发。”通向营区的道路是沥青黑色。直到1944年中期，灭绝营剩下的囚犯定期将人骨灰沿着前往一号营的方向播撒2公里，每天多达20推车。战后，赤贫而饥饿的当地人开始沿着这条他们口中的“黑路”边走边找融化过的金粒，好拿来买面包。

### 早期的保护尝试
苏联推举的新政府没有保存灭绝营的证据。二战结束时，灭绝营现场没有得到法规保护。1947年9月，当地学校教师费利克斯·什图罗（Feliks Szturo）、神父尤泽夫·鲁钦斯基（Józef Ruciński）、以及学校的30名学生一同将大块的骨头碎片收集到农用的柳条筐里，然后一同埋在一个土墩下面。同年，第一个特雷布林卡纪念委员会——“特雷布林卡死难者纪念委员会”（Komitet Uczczenia Ofiar Treblinki）——在华沙成立，并发起了纪念设施设计比赛。

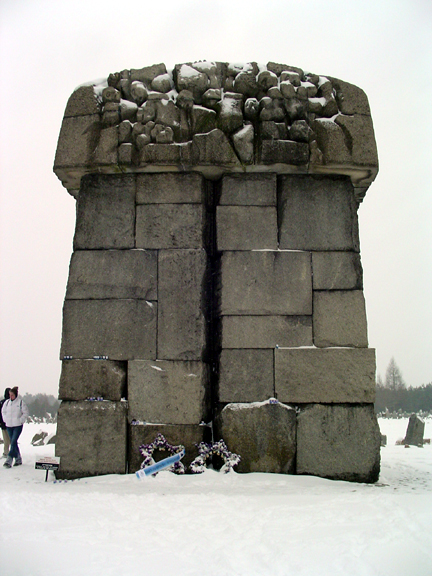
特雷布林卡的纪念设施，摄于2005年

然而设计比赛和纪念设施均未得到亲斯大林官员的拨款，委员会在1948年解散；此时许多幸存者已经离开波兰。1949年，波德拉谢地区索科武夫保护了营地旧址，建起了新的围栏和大门。一支毫无考古经验的工作组被派去美化景观。1958年，斯大林主义时期结束，华沙省议会宣布特雷布林卡为殉难纪念地点。接下来的4年里，有关部门从周围村庄买下了127公顷曾是营地组成部分的土地。这些土地分属于192名农民，来自周围的普罗斯滕、格兰德、武尔卡奥克兰格里克、以及新马里舍瓦等地。

### 建设纪念设施
1958年4月21日，一座8米高的纪念碑在毒气室原址奠基。纪念碑由雕塑家弗朗齐谢克·杜申科设计，代表了1960年代流行于全欧洲的大型先锋派造型艺术的趋势。纪念碑是一座从中间裂开的花岗岩塔，塔顶的蘑菇状石块刻有抽象浮雕和犹太符号。1964年5月10日，官方举行仪式，宣布特雷布林卡为国家殉难纪念设施。3万人参加了仪式。纪念碑由时任波兰众议院议长泽农·克利什科揭幕，出席的有来自以色列、法国、捷克斯洛伐克和波兰的特雷布林卡起义幸存者。营区看护人的住房于1960年在附近建立。随着1989年波兰共产主义政权下台，房间在看护人退休后改为展览空间，于2006年开放。房屋后来扩建为谢德尔采地区博物馆的分馆。

## 死亡统计

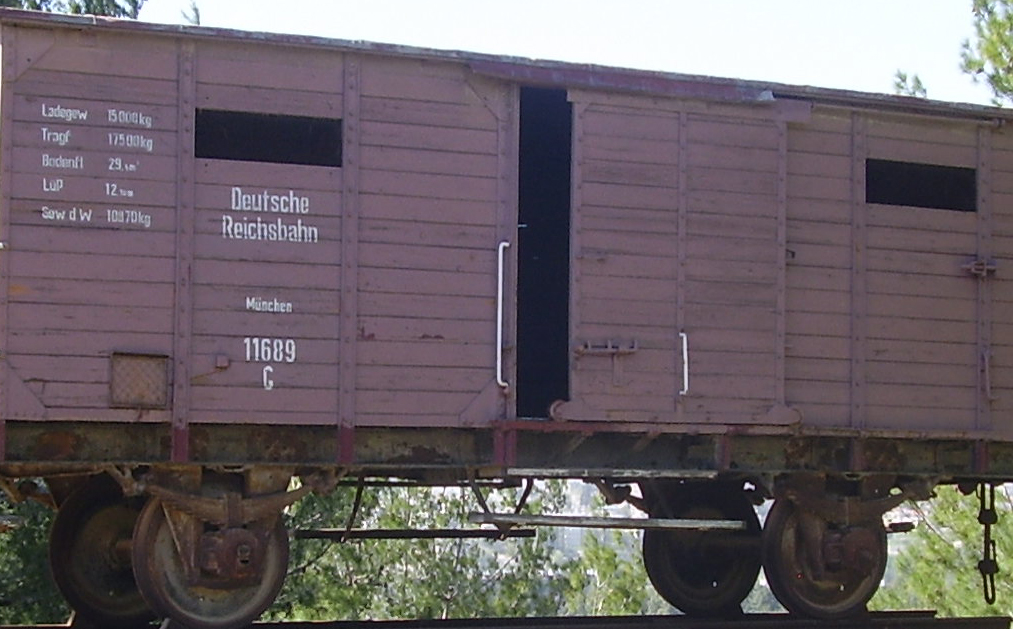
德占波兰大屠杀列车的货厢（Güterwagen），平均每节装有100名受害者。

特雷布林卡的受害者人数有多种不同的估计，大多数学者的估计是70万到90万人。也就是说，特雷布林卡是杀死犹太人第二多的灭绝营，仅次于奥斯维辛。波兰特雷布林卡博物馆声称，至少有80万人死在特雷布林卡；以色列犹太大屠杀纪念馆给出的死亡数字为87万人；美国大屠杀纪念博物馆给出的死亡数字为87万至92.5万人之间。

### 最早的估计
最早对特雷布林卡遇难者人数的估计来自苏联战地记者瓦西里·格罗斯曼。随着苏联部队穿过波兰向西进军，格罗斯曼于1944年7月到访特雷布林卡。他的文章《名为特雷布林卡的地狱》发表在苏联文学月刊《旗帜》1944年11月号上。在文中，格罗斯曼声称有300万人在特雷布林卡被杀害。格罗斯曼可能没有意识到特雷布林卡二号营的站台较短，大大减少了一次可以卸貨的车厢数量；他也有可能顺应了苏联出于宣传目的夸大纳粹罪行的趋势。1947年，波兰历史学家兹齐斯瓦夫·武卡什凯维奇估计死亡人数为78万人。这一估计的依据是公认的列车数记录——156趟车，按照平均每趟运输5千人记算。

### 法庭证据和陈述
1960年代在杜塞尔多夫举行的特雷布林卡审判中，西德给出了两个版本的官方估计。1965年审判库尔特·弗朗茨时，杜塞尔多夫巡回法庭依据慕尼黑当代史研究院院长赫尔穆特·克劳斯尼克博士的报告，论断至少有70万人在特雷布林卡被杀害。该法庭在1969年审判弗朗茨·施坦格尔时，依照沃尔夫冈·舍夫勒博士的新证据，将遇难者人数的估计修正为至少90万人。
弗朗齐歇克·赞贝茨基是杜塞尔多夫1965年、1966年、1968年和1970年审判中检方的重要证人。1941年5月22日起，赞贝茨基受雇于德意志国铁，在特雷布林卡村担任铁路交通管制员。他的著作《新旧回忆》于1977年出版。在书中，他根据自己的记录，估计至少有120万人死在了特雷布林卡。他的估计基于1942年华沙大行动中列车的最大运力，而不是年平均运载能力。他手头的德国原始运货单没有列出犯人的数量。赞贝茨基在战前是波兰铁路的职工；他是少有的几个目睹了大多数进入灭绝营的列车的非德裔证人之一。当首列来自华沙的大屠杀列车抵达时，他就在特雷布林卡车站。作为波兰抵抗运动主体——波兰家乡军的一员，赞贝茨基每天都会记下灭绝营的运输状况。1943年8月的起义期间，他还偷拍了特雷布林卡二号营周边燃烧起来的照片。1943年10月20日，赞贝茨基见证了最后一列5节密封货车将特遣队员送往索比堡。2013年，弗朗齐歇克的儿子彼得·赞贝茨基（Piotr Ząbecki）在《谢德尔采生活》（波蘭語：Życie Siedleckie）上发表了一篇关于父亲的文章，将父亲估计的数字修正为129.7万。死亡人数统计主要依据赞贝茨基每天记录的灭绝营运输情况，以及从各隔都发配到特雷布林卡的人口资料。
以色列历史学家伊扎克·阿拉德在1987年的著作《贝乌热茨、索比堡、特雷布林卡：莱茵哈德行动灭绝营》中给出了自己的统计：1942年7月至1943年4月间，至少76.3万人在特雷布林卡被杀害。后来有相当多的其他估计数据出现（见下文）。

### 赫夫勒电报
一项新的信息来源于2001年出现。赫夫勒电报是莱茵哈德行动副指挥赫尔曼·赫夫勒1943年1月15日发往柏林的一份密电，其中详细列出了当时德意志国铁向各个莱茵哈德行动灭绝营运送的犹太人数。电报是在英国的解密文档中发现的。电文表明，按照德国运输部门的官方统计，1942年有713,555名犹太人被送到特雷布林卡。根据波兰家乡军的公报，实际的死亡人数可能更高。在赫夫勒电报的基础上，历史学家亚采克·安杰伊·姆维纳尔奇克（Jacek Andrzej Młynarczyk）加上了1943年发配到特雷布林卡的67,308人（来自其他的德国证据，日期不详），得出德意志国铁官方的统计数字为780,863人。

### 死亡人数估算一览
| 估计数据           | 来源                                      | 备注 | 年份 | 出处作品[8]                                                   |
| ------------------ | ----------------------------------------- | --- | ---- | ------------------------------------------------------------- |
| 至少700,000        | 赫尔穆特·克劳斯尼克                       | 西德最早的估算；用于库尔特·弗朗茨的审判 | 1965 | [222]                                                         |
| 至少700,000        | 亚达贝尔特·吕克尔（Adalbert Rückerl）     | 路德维希堡的纳粹罪行调查总会会长[223] | N/A  |                                                               |
| 至少700,000        | 若瑟夫·比利格（Joseph Billig）            | 法国历史学家 | 1973 |                                                               |
| 700,000–800,000    | 切斯瓦夫·马达伊奇克（英语：Czesław Madajczyk）             | 波兰历史学家 | 1970 |                                                               |
| 700,000–900,000    | 罗宾·奥尼尔（Robin O'Neil）               | 出自《贝乌热茨：种族灭绝的踏脚石；希特勒对犹太问题的答案》（Belzec: Stepping Stone to Genocide; Hitler's answer to the Jewish Question），由JewishGen Yizkor Books Project 出版 | 2008 | [222]                                                         |
| 713,555            | 赫夫勒电报（英语：Höfle Telegram）                      | 发现于2001年；截至1942年底的纳粹官方统计 | 1942 | [219]                                                         |
| 至少750,000        | 迈克尔·贝伦鲍姆（英语：Michael Berenbaum）                 | 出自他为《大英百科全书》撰写的“特雷布林卡”条目 | 2012 | 《大英百科全书》[10]                                          |
| 至少750,000        | 劳尔·希尔伯格（英语：Raul Hilberg）                   | 美国犹太人大屠杀历史学家 | 1985 | 《欧洲犹太人的毁灭》（The Destruction of European Jews）      |
| 780,000            | 兹齐斯瓦夫·武卡什凯维奇（英语：Zdzisław Łukaszkiewicz）         | 波兰历史学家的最早估计，按照156次运输，每次5,000人计算。发表在自传《特雷布林卡灭绝营》（Obóz zagłady w Treblince）中                                                            | 1947 |                                                               |
| 780,863            | 亚采克·安杰伊·姆维纳尔奇克                | 由提摩希·D·史奈德引用；结合了赫夫勒电报与德国1943年的证据（证据具体日期不详）                                                                                                   | 2004 | [224]                                                         |
| 至少800,000        | 特雷布林卡灭绝营博物馆                    | 基于弗朗齐歇克·赞贝茨基的证据和来自隔都的证据 | N/A  |                                                               |
| 850,000            | 伊扎克·阿拉德                             | 以色列历史学家，估计仅在1942年7月至1943年4月间就有763,000人死亡[218] | 1983 | 《特雷布林卡：地狱与反抗》（Treblinka, Hell and Revolt）[225] |
| 至少850,000        | 马丁·吉尔伯特（英语：Martin Gilbert）                   | 英国历史学家 | 1993 |                                                               |
| 870,000            | 以色列犹太大屠杀纪念馆                    | 纪念馆展览 | N/A  | [226]                                                         |
| 870,000 至 925,000 | 美国大屠杀纪念博物馆                      | 来自《特雷布林卡：年表》一文；排除了一号营中因强迫劳动而死的人数 | N/A  | [92]                                                          |
| 876,000            | 西蒙·維森塔爾中心                         | 犹太人受害者中，738,000人来自波蘭總督府；107,000人来自比亚韦斯托克；29,000人来自欧洲其他地区。另有2,000名罗姆人                                                                 | N/A  | [227]                                                         |
| 至少900,000        | 沃尔夫冈·舍夫勒（英语：Wolfgang Scheffler (historian)）                 | 西德第二版官方统计；用于弗朗茨·施坦格尔的审判 | 1970 |                                                               |
| 912,000            | 曼夫雷德·布尔巴（Manfred Burba）          | 德国历史学家 | 2000 |                                                               |
| 至少1,200,000      | 弗朗齐歇克·赞贝茨基             | 波兰目击证人 | 1977 | 《新旧回忆》（Old and New Memories）                          |
| 1,297,000          | 彼得·赞贝茨基                             | 弗朗齐歇克·赞贝茨基的儿子彼得修正的数据 | 2013 | 《他是个谦虚的人》（He was a humble man）[217]                |
| 1,582,000          | 理夏德·恰尔科夫斯基（Ryszard Czarkowski） | 波兰历史学家 | 1989 |                                                               |
| 3,000,000          | 瓦西里·格罗斯曼                           | 苏联记者 | 1946 | 《名为特雷布林卡的地狱》                                      |
- 表中未标明来源的数据均出自《我必赐他们永远的名》（Dam im imię na wieki）第114页。[8]

## 特雷布林卡审判

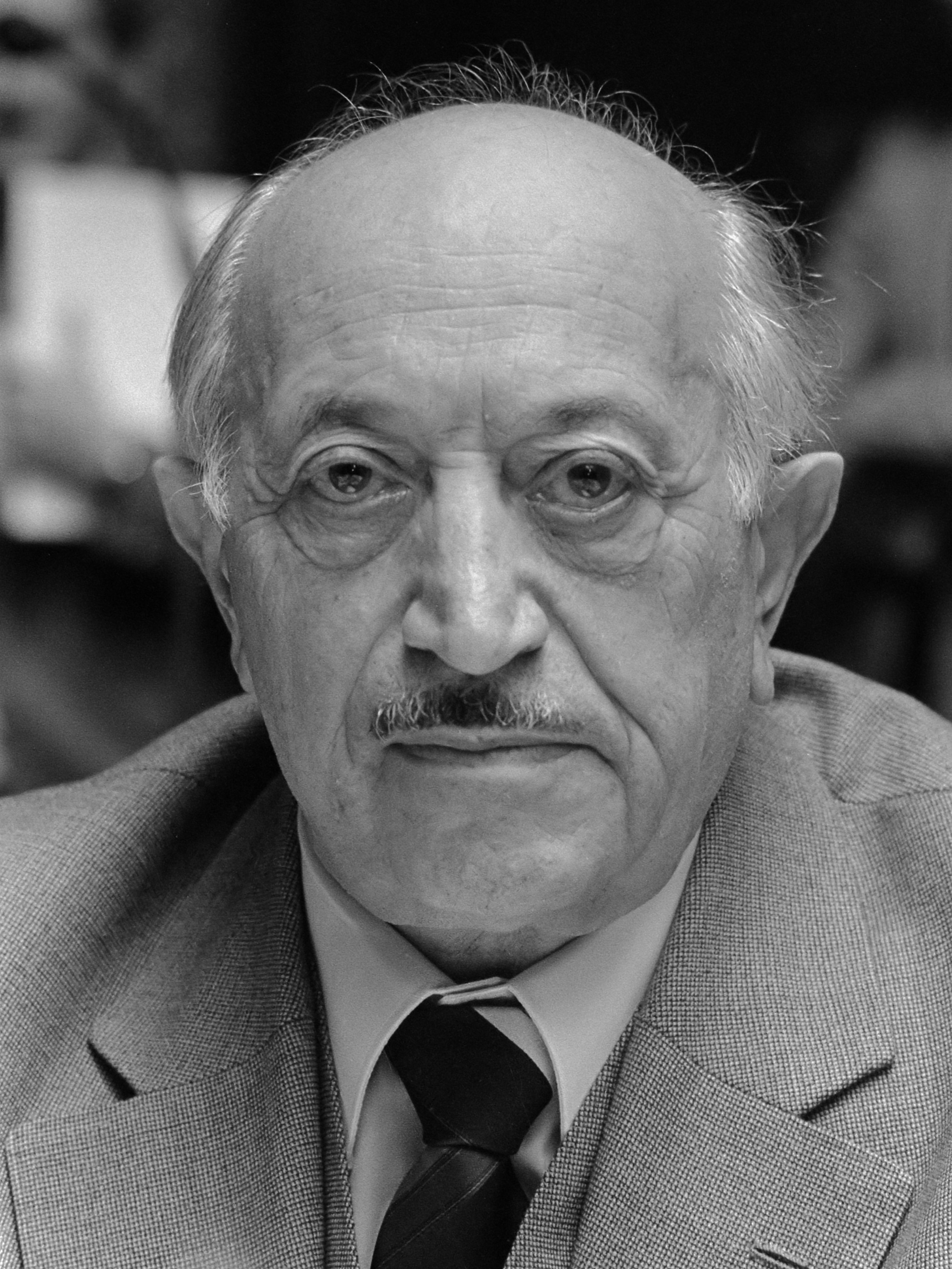
纳粹猎手西蒙·维森塔尔，摄于1982年。维森塔尔曾负责追踪身在巴西的弗朗茨·施坦格尔。

针对特雷布林卡战争罪行的首场正式审判于1964年10月12日至1965年8月24日间在杜塞尔多夫举行。先前，尤泽夫·希尔特赖特曾在1951年受审，但审讯的是与他在特雷布林卡灭绝营的经历无关的战争罪行。审判推迟是因为随着冷战开始，美苏两国对检举德国战争罪行失去了兴趣。德国档案记录的超过9万名纳粹战犯中，许多人在西德总理阿登纳的手下担任要职。1964年与1965年，11名党卫队集中营人员被西德告上法庭，其中包括指挥官库尔特·弗朗茨。弗朗茨和阿图尔·马特斯（灭绝营）、维利·门茨和奥古斯特·米耶特（营内的假诊所）被判终身监禁。其他人的刑期为：古斯塔夫·明茨贝格尔（毒气室）12年；弗朗茨·祖霍梅尔（收集黄金与钱财）7年；奥托·施塔迪（运转）6年；埃尔温·兰贝特（毒气室）4年；阿尔贝特·鲁姆（Albert Rum，灭绝营）3年。奥托·霍恩（Otto Horn，尸体工作）被判无罪。
1951年，特雷布林卡二号营的第二任指挥官弗朗茨·施坦格尔从奥地利逃往巴西，他的妻子和孩子也一同前往。施坦格尔在圣保罗的一家福斯汽车工厂找到了工作。奥地利当局了解他在犹太人大屠杀中的角色，但直到1961年奥地利才发出对他的逮捕令。施坦格尔在奥地利驻巴西领事馆登记的是他的本名。过了六年，纳粹猎手西蒙·维森塔尔才追踪到他并促成对他的逮捕。施坦格尔被从巴西引渡到西德，为造成约90万人死亡而受审。他承认了杀戮行为，但抗辩道：“我的良心是清白的。我只是在履行我的职责。”施坦格尔于1970年10月22日被判终身监禁。1971年7月28日，他在杜塞尔多夫的监狱因心力衰竭死亡。

### 物质收益
党卫队的高级成员曾大规模地偷取从毒气受害者手上收集的财物。这是各地集中营高层的普遍做法；马伊达内克集中营有两任指挥官（卡尔-奥托·科赫与赫尔曼·弗洛尔斯泰特）因触犯相关规定在1945年4月被党卫队审判并处决。当高等级军官回家时，有时会向克林茨曼和埃梅里希请求一列私人机车，好将他们的私人“礼物”从特雷布林卡站运到马乌基尼亚转车。然后，这些官员就可以开车驶出灭绝营，身上不会有任何罪证。在此之后，他们会到马乌基尼亚运走自己的货物。
纳粹德国从集中营获得的物质收益总数不详；唯一明确的是1942年8月22日至9月21日期间，各地发送并登记了243节货车的物资。1943年12月15日，格洛博奇尼克向莱茵哈德行动总部递交了一份书面账单。账单表明，党卫队获利178,745,960.59帝国马克：包括2,909.68千克黄金、18,733.69千克白银、1,514千克白金、249,177.50美元、130颗單體钻石、2,511.87克拉圆钻、13,458.62克拉钻石、114千克珍珠。格洛博奇尼克偷走的赃物数量不明；祖霍梅尔在法庭上声称曾在一个箱子里为他装了100万马克。

## 考古研究
出于尊重逝者的考虑，波兰当局和当地犹太教领袖均禁止对灭绝营遗迹进行考古发掘。对特雷布林卡的有限度考古研究直到2010年才首次获得批准。获得批准的是一支来自英国史丹福郡大學的团队：他们使用非侵入技术和光学雷达遥感技术实施探测。用透地雷達分析遗址的土壤电阻率。团队发现了看上去属于建筑的特征，其中两处被认为是毒气室遗迹。他们获准继续研究。
这支考古队新发现了三个万人坑。出于对受害者的尊重，坑中的遗体被迁葬。在第二次发掘中，他们发现了两块黄色地砖，上面印有类似大卫之星的穿孔六角星徽；还发现了一堵墙的地基。瓷砖的星徽很快被确定为一家波兰瓷砖厂——杰武斯基与朗格瓷砖厂（Dziewulski i Lange – D✡L ）——的商标。瓷砖厂于1886年由扬·杰武斯基（Jan Dziewulski）、约瑟夫·朗格（Józef Lange）与瓦迪斯瓦夫·朗格兄弟（Władysław Lange）创立，战后被共产主义政权国有化并更名，成为今天的奥波奇诺股份公司的前身。法医考古学家卡罗琳·斯特迪·科尔斯解释称，这批新证据十分重要：特雷布林卡的第二批毒气室位于营区唯一的砖石建筑中，科尔斯声称这些瓷砖提供了砖石建筑存在的首批物证。扬凯尔·维尔尼克在他关于灭绝营生活的回忆录中称，毒气室中的地板（他参与了建造）是用类似的瓷砖修建的。特雷布林卡的考古发现后来成为了史密森尼频道2014年的一部记录片的主题。进一步的法医工作正在计划中。

## 生者之旅
在一年一度的生者之旅教育活动期间，特雷布林卡博物馆每天接待的游客数达到峰值。该活动将世界各地的年轻人聚集到波兰，探索犹太人大屠杀的遗迹。参观者的主要目的地是奥斯维辛-比克瑙集中营，而在那之前会先行参观特雷布林卡。2009年，以色列教育部长埃利·沙伊什（Eli Shaish）带领300名以色列学生参加了仪式。总共有4,000名国际学生参观了特雷布林卡。2013年，3,571名学生在奥斯维辛的纪念仪式之前参观了特雷布林卡。2014年则有1,500名外国学生到访。

## 莱茵哈德行动领导层与特雷布林卡指挥官
| 姓名                          | 军阶                                                                                                 | 作用与备注                                    | 引用            |
| ----------------------------- | --- | --------------------------------------------- | --------------- |
| 莱茵哈德行动领袖              | |                                               |                 |
| 奥迪洛·格洛博奇尼克           | 党卫队一级突击队中队长（上尉）、时任党卫队卢布林警察长                                               | 莱茵哈德行动领袖                              | [163][251]      |
| 赫尔曼·赫夫勒（英语：Hermann Höfle）       | 党卫队一级突击队中队长（上尉）                                                                       | 莱茵哈德行动协调人                            | [252]           |
| 克里斯蒂安·维尔特             | 党卫队一级突击队中队长 （上尉）                                                                      | 莱茵哈德行动督察员                            | [253]           |
| 里夏德·托马拉                 | 党卫队二级突击队中队长（中尉）                                                                       | 莱茵哈德行动期间灭绝营建设的领导              | [163][253]      |
| 埃尔温·兰贝特（英语：Erwin Lambert）       | 党卫队三级小队副（下士）                                                                             | 莱茵哈德行动中大型毒气室的建设指挥            | [235][254]      |
| 特雷布林卡指挥官              | |                                               |                 |
| 特奥多尔·范奥伊彭（英语：Theodor van Eupen）   | 党卫队二级突击队大队长（少校），特雷布林卡一号营“劳动营”指挥官（1941年11月15日—1944年7月营区清理时） | 强迫劳动营指挥官                              | [255]           |
| 伊尔姆弗里德·埃贝尔（英语：Irmfried Eberl） | 党卫队二级突击队中队长（中尉），特雷布林卡二号营指挥官（1942年7月11日—1942年8月26日）                | 因管理无能被调往柏林                          | [163]           |
| 弗朗茨·施坦格尔               | 党卫队二级突击队中队长（中尉），特雷布林卡二号营第二任指挥官（1942年9月1日—1943年8月）               | 从索比堡集中营调任                            | [163]           |
| 库尔特·弗朗茨                 | 党卫队三级突击队中队长（少尉），特雷布林卡二号营末任指挥官（1943年8月指挥毒杀—1943年11月）           | 原为灭绝营副指挥，灭绝营起义后于1943年8月提拔 | [163][235]      |
| 副指挥官                      | |                                               |                 |
| 卡尔·珀青格（英语：Karl Pötzinger）         | 党卫队二级小队长（上士），特雷布林卡二号营副指挥                                                     | 领导焚尸                                      | [77]            |
| 海因里希·马特斯（英语：Heinrich Matthes）     | 党卫队三级小队长（中士），副指挥                                                                     | 灭绝区的长官                                  | [235][256][257] |

## 脚注

### 注解
1. ↑  伊扎克·阿拉德的著作将其记作雅各·维尔尼克[4]
2. ↑  在文献中“特雷布林卡”一词既可指德国建立的一座强迫劳动营（特雷布林卡一号营），也可指一座灭绝营（特雷布林卡二号营）；在绝大多数场合中指的是二号营（灭绝营）。
3. 1 2  “殉难纪念地点”是从波兰的流行词“Miejsce Martyrologii Żydów”借译而来，由波兰众议院1947年7月2日在华沙颁布的法案提出。[201]
4. ↑  行动得名于萊因哈德·海德里希，海因里希·希姆莱的副手，党卫队国家安全部的前任领导。1942年5月27日，海德里希在捷克抵抗组织的袭击中受伤，几天后死在捷克一家医院里。[26]
5. ↑  莱茵哈德行动的三座灭绝营——贝乌热茨、索比堡、以及特雷布林卡——均坐落在波兰总督府郊野丛林里的设施中，不仅便于藏匿灭绝营的存在，还可以让人把营地误认为只是进一步向东发配的中转站。[45]
6. ↑  扬凯尔·维尔尼克在自己的书中将接收区称作第1区，毒气室区（他曾工作的地点）称作第2区。[58]
7. ↑  “蓝色特遣队”是灭绝营中被强制任命协助德国人的犹太劳工队之一。
8. ↑  德意志国铁路[97]又作“德意志帝国铁路”，[98][99]是第一次世界大战结束后由德意志帝国各州的铁路组成的德国国家铁路。
9. ↑  与实际的毒气发动机有较丰富经验的证人基本同意该引擎是汽油机，而对引擎只有道听途说了解的大多把它认做柴油机。[107]近来依据新开放档案的研究显示，特雷布林卡、贝乌热茨和索比堡使用的是汽油机，而非柴油机。这一结论得到直接目击证据的支持。[108]毒气管路的出口被伪装成天花板上的淋浴蓮蓬頭，从而营造淋浴间的假象。索比堡和特雷布林卡使用了同样的毒气系统，用重型汽油机产生一氧化碳。[109][110]
10. ↑  根据杜塞尔多夫的《第一次特雷布林卡审判》判决，[125]在案件的主要诉讼程序中，火葬坑的数量无法准确确定。
11. ↑  具体人员构成可参见已知的志愿帮手列表。
12. ↑  纳粹用“处理”一词来指代消灭东方地区的犹太人。这一用法最早见于《科赫尔报告》。[137]纳粹先前把处死犹太人称做“特别待遇”，源自莱茵哈德·海德里希1939年9月20日发给盖世太保的电报。科赫尔在海因里希·希姆莱的要求下更改了这一旧有称呼。[138]
13. ↑  幸存者在回忆时将他记成“莱歇医生”（Dr. Lecher）[120]或是“莱歇特医生”（Dr. Leichert）。[146]
14. ↑  波兰历史学家和特雷布林卡灭绝营博物馆普遍接受200人的数字，而《犹太人大屠杀百科全书》称有300人逃出。[92]
15. ↑  泰格曼于2012年7月27日去世后，[159]，维伦贝格成为了特雷布林卡最后的幸存者。[20]
16. ↑  索比堡两个月后也发生了起义；[162]1944年10月7日，奥斯威辛集中营爆发起义。[163]
17. ↑  “纪念碑的官方揭幕仪式于1964年5月10日举办。在仪式上，这里被命名为‘斗争与殉难公墓’。3万人参加了仪式。……”（原文：""Odsłonięcia dokonał wicemarszałek Sejmu PRL – Zenon Kliszko. Wśród zebranych byli więźniowie Treblinki II: Jankiel Wiernik z Izraela, Richard Glazar z Czechosłowacji, Berl Duszkiewicz z Francji i Zenon Gołaszewski z Polski."[22]
18. ↑  担任营区看护人和特雷布林卡灭绝营博物馆首任馆长的是塔德乌什·基雷卢克，原本来自武尔卡奥克兰格里克。[204]
19. ↑  波兰家乡军公报由波兰地下国代表伦敦的 波兰流亡政府在《信息公告》上发表。《信息公告》是德占波兰流传最广的地下出版物。[220]
20. ↑  1951年，党卫队三级小队长尤泽夫·希尔特赖特在美因河畔法兰克福受审，被控同谋以毒气杀害哈达马尔安乐死中心的病人。进一步的调查显示，他曾监督特雷布林卡的囚犯脱衣，亲手杀害多名儿童（参见希尔特赖特审判)。[228]
21. ↑  鲁道夫·埃梅里希（Rudolf Emmerich）维利·克林茨曼（Willi Klinzman）是毒气室投入使用后派驻到特雷布林卡的两名德国铁路工。他们的具体职责是指挥 大屠杀列车开向灭绝营。[140]
22. ↑  参见赞贝茨基在特雷布林卡审判中的法庭证词。[235][239]
23. ↑  瓷砖上的标志起初被认为是象征犹太人的大卫之星，但后来的研究显示该瓷砖厂的商标图案与犹太人无关。[242]

### 引用
1. 1 2  Webb & Chocholatý 2014，第20頁.
2. 1 2  Arad 1987，第37頁.
3. ↑  Kopówka & Rytel-Andrianik 2011，第125頁.
4. ↑  Arad 1987，第209頁.
5. ↑  Wiernik 1945.
6. ↑  Sereny 2013，第151頁.
7. 1 2  Roca 2010，第204頁
8. 1 2 3 4 5 6 7 8 9  Kopówka & Rytel-Andrianik 2011，第114頁.
9. 1 2  Huttenbach, Henry R.  [罗姆人的吞灭：纳粹对欧洲吉普赛人的种族灭绝]. Nationalities Papers: The Journal of Nationalism and Ethnicity (Routledge). 1991: 380–381. doi:10.1080/00905999108408209.
10. 1 2 3  Berenbaum, Michael. . . Chicago: Encyclopædia Britannica, Inc.
11. ↑  Browning 2017，第52, 77, 79, 80頁.
12. 1 2  Webb & Chocholatý 2014，第90頁.
13. 1 2  Maranda, Michał.  [特雷布林卡灭绝营的囚犯] (PDF). Nazistowskie Obozy Zagłady. Opis i próba analizy zjawiska (华沙大学, Instytut Stosowanych Nauk Społecznych). 2002: 160–161  [2018-01-07]. OCLC 52658491. （原始内容存档 (PDF)于2013-09-21） （波兰语）.
14. 1 2 3 4  Cywiński 2013，Treblinka.
15. ↑  Webb & Chocholatý 2014，第153, 370頁.
16. 1 2 3 4  Rees 2005，BBC.
17. 1 2  Weinfeld 2013，第43頁.
18. 1 2 3 4 5  Kopówka & Rytel-Andrianik 2011，第110頁.
19. 1 2  Śląski, Jerzy.  [在大卫星下] (PDF). Polska Walcząca, Vol. IV: Solidarni (PAX, Warsaw). 1990: 8–9  [2013-08-15]. ISBN 83-01-04946-4. （原始内容存档 (PDF)于2013-10-04） （波兰语）.
20. 1 2 3  Easton, Adam,  [特雷布林卡幸存者回忆苦难和抵抗], BBC News, Treblinka, Poland, 2013-08-04  [2020-03-30], （原始内容存档于2020-01-13）
21. ↑  Grossman 1946，第405頁.
22. 1 2 3  Kopówka & Rytel-Andrianik 2011，第122頁.
23. ↑  Trunk, Isaiah.  [隔都的建立]. Łódź Ghetto: A History (Indiana University Press). 2006: 9–10  [2020-03-30]. ISBN 0253347556. （原始内容存档于2016-05-27）.
24. 1 2  Laqueur, Walter; Baumel, Tydor.  [犹太人大屠杀百科全书]. Yale University Press. 2001: 260–262. ISBN 0300138113.参见：Friedman, Philip.  [纳粹时期的犹太人隔都]. Jewish Social Studies (Indiana University Press). January 1954, 16 (1): 76–85. JSTOR 4465209.
25. ↑  Gerlach, Christian.  [万湖会议，德国犹太人的命运，以及希特勒灭绝全欧犹太人的大体决定] (PDF). Journal of Modern History (Chicago: University of Chicago). 1998-12, 70 (4): 811–812  [2020-03-30]. （原始内容存档 (PDF)于2020-02-11）.
26. ↑  Arad 1987，第20, 31頁.
27. ↑  Yahil, Leni.  [犹太人大屠杀：欧洲犹太人的命运，1932—1945]. Oxford University Press. 1991: 270  [2020-03-30]. ISBN 0195045238. （原始内容存档于2021-08-14）.
28. ↑  Arad, Yitzhak.  [贝乌热茨、索比堡、特雷布林卡]. Bloomington, Indiana: Indiana University Press. 1999: 37. ISBN 0-25321305-3.
29. 1 2  Yad Vashem.  [莱茵哈德行动] (PDF). Shoah Resource Center, The International School for Holocaust Studies: 1–2. 2013  [2015-06-16]. （原始内容存档 (PDF)于2016-02-16）.
30. ↑  Golden, Juliet.  [回忆海乌姆诺]. 考古学 (Archaeological Institute of America). 2003-01, 56 (1): 50.
31. ↑  Yad Vashem.  [海乌姆诺] (PDF). Holocaust. Shoah Resource Center. 2013  [2013-08-21]. （原始内容存档 (PDF)于2013-09-21）.
32. 1 2  Arad, Yitzhak,  (PDF), : 205–239, 1984  [2020-03-30], （原始内容存档 (PDF)于2009-03-18）
33. ↑  Hilberg 2003，第942, 955頁，Bunker I and II.
34. ↑  Fischel, Jack R.  [犹太人大屠杀历史辞典]. Scarecrow Press. 2010-07-17: 99  [2013-09-03]. ISBN 978-0-8108-7485-5. （原始内容存档于2013-12-31）.
35. ↑  Miller 2006，第401頁.
36. ↑   [阿道夫·艾希曼的耶路撒冷审判：判决]. Pratique de l'Histoire et Dévoiements Négationnistes. 1999-10-18  [2020-03-24]. （原始内容存档于2018-12-20）.
37. ↑  Levy 2002，第684,686頁.
38. ↑  Burleigh, Michael.  [作为社会政策的种族主义：纳粹安乐死计划，1939—1945]. Ethnic and Racial Studies (Routledge). 1991, 14 (4): 453–73. PMID 11652073. doi:10.1080/01419870.1991.9993722.
39. ↑  Evans 2008，第306頁.
40. ↑  . Stichting Sobibor. 2016-05-24  [2020-03-31]. （原始内容存档于2020-01-13）.
41. 1 2 3 4 5  Holocaust Encyclopedia.  [特雷布林卡]. United States Holocaust Memorial Museum. 2013-06-10  [2013-08-16]. （原始内容存档于2012-05-03）.
42. 1 2 3  Arad 1987，第247頁.
43. ↑  Kopówka & Rytel-Andrianik 2011，第35頁.
44. 1 2  United States Department of Justice 1994: Appendix 3: 144.
45. ↑  Arad 1987，第27, 84頁.
46. ↑  Kopówka & Rytel-Andrianik 2011，第76頁.
47. ↑  Einwohner, Rachael L.  [1943年华沙隔都起义中的机遇、荣耀和行动]. American Journal of Sociology (The University of Chicago Press). 2003-11, 109 (3): 657. doi:10.1086/379528.
48. ↑  Webb, Chris.  [绘制特雷布林卡地图]. Treblinka Camp History. Death Camps.org. 2006-09-04  [2013-08-12]. （原始内容存档于2013-07-09）.
49. ↑  Kopówka & Rytel-Andrianik 2011，第405頁.
50. ↑  Kopówka & Rytel-Andrianik 2011，第74頁.
51. 1 2 3  Kopówka & Rytel-Andrianik 2011，第36頁.
52. ↑  Kopówka & Rytel-Andrianik 2011，第49, 56頁.
53. ↑  Kopówka & Rytel-Andrianik 2011，第74頁，Summary.
54. ↑  Kopówka & Rytel-Andrianik 2011，第368–369,380頁.
55. ↑  Kopówka & Rytel-Andrianik 2011，第35–57頁.
56. ↑  Kopówka & Rytel-Andrianik 2011，第44, 74頁.
57. 1 2  Kopówka, Edward.  [纪念设施]. Treblinka. Nigdy wiecej, Siedlce 2002, pp. 5–54. Muzeum Walki i Męczeństwa w Treblince. Oddział Muzeum Regionalnego w Siedlcach [西德尔采地区博物馆分馆——特雷布林卡反抗与殉道博物馆]. 2010-02-04  [2013-10-31]. （原始内容存档于2013-10-06）.
58. ↑  Wiernik 1945，chapt. 10.
59. 1 2 3 4 5  Kopówka & Rytel-Andrianik 2011，第77頁，chapt. 3:1.
60. ↑   [Adam Czerniakow和他的日记]. Holocaust Research Project.   [2017-04-17]. （原始内容存档于2007-08-31）.
61. ↑  Evans 2008，第289頁.
62. ↑  Piecyk, Władysław. Wierzchowska, Wanda , 编.  [特雷布林卡二号营]. Nadbużanskim Szlakiem. Wybór publikacji o regionie (Biblioteka Regionalna Sokołowskiego Towarzystwa Społeczno-Kulturalnego). 2006-05-18  [2020-03-30]. ISBN 83-906213-1-2. （原始内容存档于2008-12-14） –Internet Archive.
63. ↑  Kopówka & Rytel-Andrianik 2011，第78頁，section 2.
64. 1 2  Kopówka & Rytel-Andrianik 2011，第79–80頁.
65. ↑  Webb 2006，Aerial Photos
66. 1 2 3 4 5 6 7  Smith 2010.
67. ↑  Kopówka & Rytel-Andrianik 2011，第80頁，section 3.
68. 1 2 3 4  Ministry of State Security of Ukraine,  [Aleksandr Yeger的证词], The Nizkor Project, 1948-04-02  [2013-08-22], （原始内容存档于2013-09-20）, Excerpt from report of interrogation.
69. ↑  Webb & Chocholatý 2014，第28–29頁.
70. ↑  Levy 2002，第342頁.
71. 1 2 3 4  Kopówka & Rytel-Andrianik 2011，第100頁.
72. ↑  Webb 2014， pp. 23-24.
73. 1 2 3 4 5  Klee 1988，第246頁.
74. ↑  Various authors. . An overview of the German and Austrian SS and Police Staff. Aktion Reinhard Camps ARC. 2006-09-23  [2013-11-01]. （原始内容存档于2019-05-14）. Sources: Arad, Donat, Glazar, Klee, Sereny, Willenberg et al.
75. ↑  Arad 1987，第122, 194頁.
76. 1 2 3 4 5 6  Kopówka & Rytel-Andrianik 2011，第82頁.
77. 1 2 3  Webb & Lisciotto 2007.
78. 1 2  Kopówka & Rytel-Andrianik 2011，第89頁.
79. ↑  Kopówka & Rytel-Andrianik 2011，第83頁.
80. 1 2 3  Kopówka & Rytel-Andrianik 2011，第84頁.
81. 1 2 3  Webb, Chris. . ARC. 2006-08-27  [2013-08-24]. （原始内容存档于2013-08-19）. |encyclopedia=被忽略 (帮助)
82. ↑  Grossman 1946，第379頁.
83. ↑  Kopówka & Rytel-Andrianik 2011，第81頁.
84. 1 2  Kopówka & Rytel-Andrianik 2011，第94頁.
85. ↑  Kopówka & Rytel-Andrianik 2011，第92頁.
86. 1 2  Kopówka & Rytel-Andrianik 2011，第98頁.
87. 1 2  Holocaust Encyclopedia. . US Holocaust Memorial Museum. 2013-06-10  [2013-08-25]. （原始内容存档于2012-05-02）.
88. ↑  Court of Assizes 1965，excerpts.
89. ↑  Bochen, Antoni. . Kolejnictwo polskie: II wojna swiatowa. Urząd Transportu Kolejowego. 2015  [2015-11-02]. （原始内容存档于2015-01-06）.
90. 1 2 3  Kopówka & Rytel-Andrianik 2011，第95頁: Samuel Rajzman testimony.
91. 1 2 3  Friedländer 2009，第432頁.
92. 1 2 3 4 5 6 7  Holocaust Encyclopedia. . United States Holocaust Memorial Museum. 2013-06-10  [2013-12-09]. （原始内容存档于2012-06-05）. Deportations from Theresienstadt and Bulgarian-occupied territory among others.
93. 1 2  Wiernik 1945，Chapt. 9.
94. 1 2  Kopówka & Rytel-Andrianik 2011，第96–100頁.
95. ↑  Holocaust Encyclopedia. . Holocaust History. United States Holocaust Memorial Museum. 2012-05-11  [2013-11-09]. （原始内容存档于2012-09-17）.
96. ↑  Wiernik 1945，Chapt. 7.
97. ↑  Zeller, Thomas. . New York Oxford: Berghahn Books. 2006: 51. ISBN 978-1-84545-309-1. OCLC 882779243.
98. ↑  . Zentral-Verlag G. M. B. H. 1924: 4,98,99  [2020-03-30]. （原始内容存档于2021-03-15）.
99. ↑  Anastasiadou, Irene. . Amsterdam: Amsterdam University Press. 2011: 134. ISBN 978-90-5260-392-6. OCLC 834550558.
100. ↑  Comité International de Dachau. . 1978: 137  [2020-03-30]. ISBN 3-87490-528-4. （原始内容存档于2016-04-27）. Directive sent to all concentration camp commanders from SS-Gruppenführer 理查德·格吕克斯 in 1942.
101. ↑  Shirer 1981，第969頁，Affidavit (Hoess, Nuremberg).
102. ↑  Lanzmann, Claude. . New York: Pantheon Books. 1985. ISBN 978-0-394-55142-5. OCLC 12311966.
103. ↑  Matter of Demjanjuk, 603 F. Supp. 1468 (N.D. Ohio, E.D. 1985).
104. ↑  . AP NEWS.   [2019-11-10]. （原始内容存档于2019-11-09）.
105. ↑  Zylbersztajn, Malka. . Jewish Holocaust Centre (Elsternwick, Vic.). Elsternwick, Vic. 2018-07-15. ISBN 9780987518866. OCLC 1088425969.
106. 1 2  Arad 1987，第120頁: Stangl trial testimony.
107. ↑  Harrison, Jonathan; Muehlenkamp, Roberto; Myers, Jason; Romanov, Sergey; Terry, Nicholas;  et al. .  1st. December 2011: 316. PDF文档 –Internet Archive.
108. ↑  Lipstadt, Deborah E.;  et al. . 埃默里大學, Institute for Jewish Studies. 2017  [2020-03-30]. （原始内容存档于2020-01-21）.
109. ↑  Cymet, David. . Lexington Books. 2010: 263  [2020-03-30]. ISBN 978-0739132937. （原始内容存档于2018-01-13）.
110. ↑  Bloxham, Donald. . Oxford University Press. 2001: 119  [2020-03-30]. ISBN 0198208723. （原始内容存档于2021-03-15）. ... details [regarding the Holocaust victims] are all accurate. The only inexactitude again involved the methods of murder.[p.119]
111. ↑  Webb 2014，第28–29頁.
112. ↑  Arad 1987，第31頁: Testimony of SS Scharführer Erich Fuchs in the Sobibór-Bolender trial, Düsseldorf.
113. 1 2  McVay, Kenneth. . Yad Vashem Studies, XVI. Jewish Virtual Library.org. 1984  [2013-11-03]. （原始内容存档于2015-09-05）.
114. ↑  统计数据来源： [波兰2077座犹太城镇一览].   [2020-03-30]. （原始内容存档于2016-02-08）.，由波蘭猶太人歷史博物館虚拟犹太村提供；另见. IZRAEL.   [2014-07-08]. （原始内容存档于2014-10-15） （波兰语）.、. deathcamps.org. 2002-02-01  [2014-07-08]. （原始内容存档于2014-12-14）.
115. 1 2  Sumler, David E. . Dorsey Press. 1973-01-01: 250  [2013-11-01]. ISBN 0-256-01421-3.
116. ↑  Ainsztein, Reuben.  (Google Books 片段). University of Michigan (reprint). 2008: 917 [1974]  [2013-12-21]. ISBN 978-0-236-15490-6. （原始内容存档于2016-05-03）.
117. ↑  Langowski, Jürgen. （[//web.archive.org/web/20190910222434/http://www.ns-archiv.de/verfolgung/gerstein/gerstein-bericht.php 页面存档备份，存于）  [《格施泰因报告》原文]] 请检查|url=值 (帮助). Dokumente zum Nationalsozialismus. NS-Archiv. 2013  [2013-12-26]. （原始内容存档于2019-09-10） （德语）.
118. ↑  Shirer 1981，第967–968頁: Affidavit 5 April 1946 (Hoess, Nuremberg).
119. ↑  Klee 1988，第244頁.
120. 1 2 3 4 5 6 7  Rajzman 1945，U.S. Congress.
121. ↑  Kopówka & Rytel-Andrianik 2011，第102頁.
122. ↑  Zawodny, Janusz K. . University of Notre Dame Press. 1962: 15, 77  [2017-03-19]. ISBN 978-0-268-00849-9. （原始内容存档于2011-06-05）.
123. ↑  Kużniar-Plota, Małgorzata. . Departmental Commission for the Prosecution of Crimes against the Polish Nation. 2004-11-30  [2020-03-30]. （原始内容存档于2012-10-27）.
124. ↑  Arad 1987，第300–301頁.
125. 1 2  Excerpts From Judgments. . Source: Donat, Alexander（英语：Alexander Donat） (1979), The Death Camp Treblinka: A Documentary, New York, pp. 296–316. Decision of the Düsseldorf County Court (AZ-LG Düsseldorf: II-931638, p. 49 ff.) in translation. Operation Reinhard: Treblinka Deportations. 1968  [2014-01-08]. （原始内容存档于2013-09-23）.
126. 1 2  Kopówka & Rytel-Andrianik 2011，第104–105頁.
127. 1 2  Wiernik 1945，第13頁.
128. ↑  Wiernik 1945，chapt. 13.
129. 1 2  Kopówka & Rytel-Andrianik 2011，第91頁.
130. ↑  Gilbert, Martin. . Henry Holt. 1987. ISBN 0-8050-0348-7.
131. ↑  Procknow, Gregory. . Francis & Bernard Publishing. 2011: 35. ISBN 978-0-9868374-0-1.
132. ↑  Arad 1987，第21頁.
133. ↑  Willenberg 1989，第158頁.
134. ↑  Browning 2017，第52頁.
135. ↑  Arad 1987，第45–46頁.
136. ↑  Black, Peter. . Holocaust and Genocide Studies (Oxford University Press). Spring 2011, 25 (1): 7. doi:10.1093/hgs/dcr004.
137. ↑  Korherr, Richard. . Der Reichsführer-SS, Feld-Kommandostelle. 1943-04-10  [2014-09-02]. （原始内容存档于2015-02-01）.
138. ↑  Himmler, Heinrich. . Holocaust history.org. 2014  [2014-09-02]. （原始内容存档于2013-05-28）. September 20th, 1939 telegram to Gestapo regional and subregional headquarters on the "basic principles of internal security during the war".
139. ↑  Kopówka & Rytel-Andrianik 2011，第103頁.
140. 1 2  Kopówka & Rytel-Andrianik 2011，第97頁.
141. ↑  Arad 2018，第249-250頁.
142. ↑  Arad 2018，第149頁.
143. ↑  Kopówka & Rytel-Andrianik 2011，第89–91頁.
144. ↑  Wiernik 1945，CHAPTER 8.
145. ↑  Arad 2018，第256頁.
146. 1 2 3  Archer, Noah S.;  et al. . Holocaust Education & Archive Research Team H.E.A.R.T. 2010  [2013-08-30]. （原始内容存档于2012-08-09）. 另见：  [特雷布林卡幸存者列表，附专家的波兰语评论]. Muzeum Walki i Męczeństwa w Treblince.   [2020-03-30]. ISBN 0896040097. Source of data: Donat（英语：Alexander Donat） (1979), The death camp Treblinka. New York, pp. 279–291. （原始内容存档于2013-09-22）.
147. ↑  Kopówka & Rytel-Andrianik 2011，第99頁.
148. 1 2  Arad 1987，第219頁.
149. 1 2  Malka, Zylbersztajn. . Elsternwick, Victoria: JHC Publishing House. 2018: 44–71. ISBN 9780987518866.
150. ↑  Kopówka, Edward. . Treblinka II - Opór i powstanie. Muzeum Walki i Męczeństwa w Treblince [Museum of Struggle and Martyrdom at Treblinka]. 2008-05-12  [2018-01-07]. （原始内容存档于2013-09-22）.
151. ↑  Arad 1987，第273頁.
152. ↑  Weinfeld 2013，第41頁.
153. ↑  Wiernik 1945，chapt. 11.
154. ↑  Arad 1987，第275頁.
155. ↑  Kopówka & Rytel-Andrianik 2011，第107–108頁.
156. ↑  Young 2007.
157. 1 2  Evans 2008，第292頁.
158. ↑  Rajzman 1945，U.SCongress.
159. ↑  MAARIV.  [特雷布林卡幸存者卡尔曼·泰格曼去世]. Translation from Hebrew, Maariv Daily, 8 August 2012. Erec Israel. 2012-08-13  [2014-03-30]. （原始内容存档于2013-10-20） （波兰语）.
160. ↑   [最后的特雷布林卡灭绝营幸存者——萨穆埃尔·维伦贝格去世]. BBC. 2016-02-20  [2020-03-30]. （原始内容存档于2020-03-07）.
161. 1 2  . Israel Jewish Scene. Associated Press. 2010-02-11  [2013-04-23]. （原始内容存档于2013-07-15）.
162. ↑  NIOD. . NIOD Institute for War, Holocaust and Genocide Studies. 2009  [2020-03-30]. （原始内容存档于2019-05-01）.
163. 1 2 3 4 5 6  Vanderwerff, Hans,  [灭绝营特雷布林卡], The Holocaust: Lest we forget, 2009-07-22  [2014-01-10], （原始内容存档于2011-05-17）
164. ↑  . The Inquisitr News. 2012-08-14  [2014-05-15]. （原始内容存档于2014-05-17）.
165. ↑  . www.jhc.org.au.   [2018-10-19]. （原始内容存档于2018-10-19） （英国英语）.
166. 1 2  Kopówka & Rytel-Andrianik 2011，第111頁.
167. ↑  Levy 2002，第741–742頁.
168. ↑  Evans 2008，第293頁.
169. ↑  Arad 1987，第640頁.
170. 1 2 3 4 5 6  Kopówka & Rytel-Andrianik 2011，第112頁.
171. ↑  Kopówka & Rytel-Andrianik 2011，第28頁.
172. 1 2  Sereny 2013，第249頁.
173. ↑  Evans 2008，第294頁.
174. 1 2  Arad 1987，第87頁.
175. ↑  Chrostowski, Witold, , London: Vallentine Mitchell: 37, 2004  [2013-09-11], ISBN 0-85303-456-7
176. ↑  Evans 2008，第291頁.
177. 1 2 3 4  Webb, Chris; Smart, Victor.  [埃贝尔博士的免职与营地的再组织]. Treblinka Death Camp. H.E.A.R.T Holocaust Research Project.org. 2009  [2013-11-01]. （原始内容存档于2014-04-21）. Source: Arad, Donat, Sereny et al.
178. ↑  Sereny 2013，第98頁.
179. ↑  Sereny 2013，第157頁.
180. 1 2  Arad 1987，第186頁.
181. ↑  Kopówka & Rytel-Andrianik 2011，第96頁.
182. ↑  Wistrich, Robert S.,. . Weidenfeld and Nicolson. 1982: 295–296. ISBN 0-297-78109-X. OCLC 8716586.
183. ↑  Kopówka & Rytel-Andrianik 2011，第90頁，section 2.
184. ↑  Claude Lanzmann (director, Shoah（英语：Shoah (film)）, New Yorker Films, 1985, DVD disc 3, ch. 1; Lanzmann 1985，第95頁
185. ↑  关于歌曲的更多内容，参见McGlothlin, Erin Heather; Kapczynski, Jennifer M. . . Boydell & Brewer. 2016: 40 – 49  [2020-03-31]. ISBN 978-1-57113-961-0. （原始内容存档于2021-03-15）.
186. ↑  德语原文："Wir kennen nur das Wort des Kommandanten / und nur Gehorsamkeit und Pflicht / Wir wollen weiter, weiter leisten / bis daß das kleine Glück uns einmal winkt. Hurrah!" Von Brumlik, Micha. . Der Spiegel. Spiegel-Verlag Rudolf Augstein GmbH & Co. KG. 1986-02-17  [2015-06-16]. （原始内容存档于2015-09-24）. Webb, Chris. . Belzec, Sobibor & Treblinka Death Camps. H.E.A.R.T HolocaustResearchProject.org. 2007  [2013-10-30]. （原始内容存档于2011-09-06）.
187. ↑  Kopówka & Rytel-Andrianik 2011，第90頁.
188. ↑  Arad 1987，第371頁.
189. ↑  Stein, Chris; Webb. . Treblinka. HolocaustResearchProject.org.   [2013-10-31]. （原始内容存档于2017-08-11）.另见：Bryant (2014), p. 103.
190. ↑  Stein, Joel; Webb, Chris. . Treblinka. HolocaustResearchProject.org.   [2014-05-23]. （原始内容存档于2012-12-20）.另见：Bryant (2014), p. 103，1964年Jakob Jakubowicz 和 Leo Lewi 在杜塞尔多夫的证词。.
191. 1 2  Kopówka & Rytel-Andrianik 2011，第86頁.
192. ↑  Kopówka & Rytel-Andrianik 2011，第49頁.
193. ↑  Arad 1987，第373–375頁.
194. ↑  Kopówka & Rytel-Andrianik 2011，第30頁，graph 1.
195. ↑  Kopówka & Rytel-Andrianik 2011，第402頁.
196. ↑  Rytel-Andrianik, Paweł. . Historia parafii Prostyń [History of Prostyń congregation]. Drohiczyn Learned Society. 2010  [2013-12-09]. （原始内容存档于2016-03-04） （波兰语）.
197. ↑  Grossman 1946，第406頁.
198. ↑  Grossman 1946，第402頁.
199. ↑  Kopówka & Rytel-Andrianik 2011，第378頁.
200. 1 2  Kopówka & Rytel-Andrianik 2011，第117頁.
201. ↑  Cywiński, Piotr M. A. Gideon; Bielawski, Krzysztof; Shalom, Yarek; Ciechomska, Anita; Płoszaj, Margaret; Rusiniak-Karwat, Martyn , 编.  [特雷布林卡犹太人殉道地]. Virtual Shtetl. 波蘭猶太人歷史博物館. 2013 [2009]  [2013-10-26]. Piotr M. A. Cywiński 博士著作《Treblinka》的重印，Dia-pozytyw, Adam Mickiewicz Institute（英语：Adam Mickiewicz Institute）. （原始内容存档于2013-10-29） –Internet Archive.
202. ↑  Kopówka & Rytel-Andrianik 2011，第118頁.
203. ↑  Marcuse, Harold.  (PDF). American Historical Review. February 2010: 35–36  [2013-10-23]. （原始内容存档 (PDF)于2012-12-20）. Beginning with the Buchenwald memorial and numerous designs for the Birkenau competition, and continuing with the Île de la Cité（英语：Mémorial des Martyrs de la Déportation） in Paris, Treblinka, and Yad Vashem near Jerusalem, such experiential spaces have become a hallmark of major Holocaust memorials.
204. ↑  Kopówka & Rytel-Andrianik 2011，第121頁.
205. ↑  Memorial Museums.org. . Remembrance. Portal to European Sites of Remembrance. 2013  [2013-09-14]. （原始内容存档于2016-03-06）.
206. ↑  Grossman 2005，第434頁.
207. ↑  Grossman 2005，第457頁.
208. ↑  Kopówka & Rytel-Andrianik 2011，第113頁: Ryszard Czarkowski, Cieniom Treblinki [To Shadows of Treblinka], Wydawn. Ministerstwa Obrony Narodowej 1989. ISBN 83-11-07724-X; and Zdzisław Łukaszkiewicz, "Obóz zagłady Treblinka," in: Biuletyn Głównej Komisji Badania Zbrodni Hitlerowskich w Polsce, I, 1946, p. 142.
209. ↑  Compiled by S.D. Stein. . Source: German Crimes in Poland. Volume I. Published by the Central Commission for Investigation of German Crimes in Poland. Warsaw, 1946. HLSS Social Sciences. 2000-02-02  [2014-07-29]. （原始内容存档于2006-10-08）.
210. 1 2  Donat 1979，第14頁.
211. ↑  Ząbecki, Franciszek.  [新旧记忆]. Warsaw: PAX. 1977: 148  [2013-10-31]. PB 7495/77. （原始内容存档于2013-08-20） （波兰语）.
212. ↑  Wiścicki, Tomasz.  [通向地狱的火车站：弗朗齐歇克·赞贝茨基重述特雷布林卡]. Muzeum Historii Polski (Museum of Polish history). 2013-04-16  [2013-08-14]. （原始内容存档于2013-10-06）. Source: Franciszek Ząbecki（英语：Franciszek Ząbecki）, "Wspomnienia dawne i nowe", Pax Publishing, Warsaw 1977
213. 1 2  S.J., C.L., Holocaust Research Project.  [弗朗齐歇克·赞贝茨基——特雷布林卡的站长，起义的见证人——1943年8月2日]. H.E.A.R.T. Holocaust Education & Archive Research Team. 2007  [2013-08-14]. （原始内容存档于2014年4月24日）.
214. ↑  Bet ha-mishpaṭ ha-meḥozi (Jerusalem). . 1994: 2158.
215. ↑  Holocaust Education & Archive Research Team. . Holocaust Research Project.org. 2007  [2014-08-10]. （原始内容存档于2014-10-17）. Bundesarchiv – Fahrplanordnung 567.
216. ↑  Grzesik, Julian.  (PDF). Liber Duo S.C.: 13. 2011  [2013-08-14]. （原始内容 (PDF)存档于2017-10-15）. Source: Ząbecki, Franciszek, "Wspomnienia dawne i nowe", Warszawa 1977. s. 94–95
217. 1 2  Piotr Ząbecki.  [他是个谦虚的人]. Życie Siedleckie: 21. 2013-12-12  [2020-03-30]. （原始内容存档于2013-12-19）.
218. 1 2  Arad 1987，第223頁.
219. 1 2  Witte, Peter; Tyas, Stephen.  [一份关于1942年“莱茵哈德行动”中驱逐和谋杀犹太人的新文档]. Holocaust and Genocide Studies (Oxford University Press). Winter 2001, 15 (3): 472. doi:10.1093/hgs/15.3.468.
220. ↑  Grzegorz Mazur.  [武装斗争联盟-家乡军信息与宣传处]. Essays and Articles. Polish Home Army Ex-Servicemen Association, London Branch. 2013  [2013-12-01]. （原始内容存档于2012-10-27）.
221. ↑  Snyder 2012，note 53.
222. 1 2  Roca 2010，第202頁
223. ↑  Sereny 2013，第12頁.
224. ↑  Snyder 2012，第408頁.
225. ↑  McVay, Kenneth; 以色列犹太大屠杀纪念馆.  [“最终解决方案”]. Operation Reinhard: Extermination Camps of Belzec, Sobibor and Treblinka. The Jewish Virtual Library.   [2014-07-29]. （原始内容存档于2015-09-05）. The total number of victims killed in Treblinka was 850,000 (Yitzhak Arad, Treblinka, Hell and Revolt, Tel Aviv, 1983, pp 261–265.)
226. ↑  . Yad Vashem.   [2014-07-08]. （原始内容存档于2014-10-08）.
227. ↑  Grossman 2005，第550頁.
228. ↑  Sereny 2013，第372頁.
229. ↑  Sereny 2013，第11頁.
230. ↑  Evans 2008，第747–748頁.
231. 1 2  . Simon Wiesenthal Center. Section 11. 2013  [2013-11-17]. （原始内容存档于2013-12-03）.
232. ↑  Hartmann, Ralph. . Den Aufsatz kommentieren. Ossietzky 9/2010. 2010  [2013-11-19]. （原始内容存档于2013-12-02） （德语）.
233. ↑  Rückerl 1972，第132頁.
234. ↑  Various authors. . ARC, Treblinka Camp History. 2005  [2013-09-07]. （原始内容存档于2013-08-31）. Sources: Robin O'Neil, Thomas Blatt, Tom Teicholz, G. Reitlinger, Gitta Sereny.
235. 1 2 3 4 5 6  S.J., H.E.A.R.T 2007，Trials.
236. 1 2  Sereny 2013，第354頁.
237. ↑  . Wykaz sądzonych członków załogi KL Lublin/Majdanek [Majdanek staff put on trial]. KL Lublin.   [2013-09-13]. （原始内容存档于2013-10-14）.
238. 1 2 3  Kopówka & Rytel-Andrianik 2011，第116頁.
239. ↑  Bryant 2014，第102頁.
240. ↑  Ronen, Gil. . Israel National News.com. 2014-03-30  [2014-03-31]. （原始内容存档于2014-04-24）.
241. ↑  Sturdy Colls, Caroline. . BBC News Magazine. 2012-01-22  [2013-11-16]. （原始内容存档于2012-07-21）.
242. ↑  Colls, Caroline S. . Centre of Archaeology. 2013-11-28  [2020-04-18]. （原始内容存档于2015-07-11）.
243. ↑  Oszczęda, Waldemar.  [Jak to z opoczyńskimi "skarbami" było]. Source: B. & Wł. Baranowski, J. Koloński (1970), "Katalog zabytków budownictwa przemysłowego w Polsce", 波蘭科學院. Opoczno.Republika.pl. 2008  [2020-03-30]. （原始内容存档于2010-04-03） –Internet Archive.
244. ↑  Budziński, Paweł. . "Z rozwoju przemysłu ceramicznego. Dwie fabryki Tow. Akc. Dziewulski i Lange." Świat, nr 1/1908. Tygodnik Opoczyński TOP nr 51 (650) weekly. 2009-12-22  [2014-04-14]. （原始内容存档于2014-04-15）.
245. ↑  Boyle, Alan. . NBC. 2014-03-29  [2014-03-29]. （原始内容存档于2014-03-30）.
246. ↑   (YouTube视频). Smithsonian Channel. 2014-03-25  [2020-03-30]. （原始内容存档于2020-03-12）.
247. ↑  Pappas, Stephanie. . The Huffington Post. 2014-03-31  [2014-03-31]. （原始内容存档于2014-03-31）.
248. ↑  J.S.K. . Aktualności. Mazowiecki Urząd Wojewódzki w Warszawie. 2009-04-23  [2014-08-10]. （原始内容存档于2014-08-12）.
249. ↑  MWiMT. . 16–26 kwietnia około 4 tysięcy młodych Żydów z różnych krajów świata odwiedziło Treblinkę. Muzeum Walki i Męczeństwa Treblinka. 2009-04-29  [2014-08-10]. （原始内容存档于2018-12-14）.
250. ↑  Tomaszewski, Sławomir.  [特雷布林卡的生者之旅]. Sokołów Podlaski. Życie Siedleckie.pl. 2014-04-27  [2014-08-10]. （原始内容存档于2014-08-12）.
251. ↑  Blatt 2000，第3, 92頁.
252. ↑  Blatt 2000，第10頁.
253. 1 2  Blatt 2000，第14頁.
254. ↑  Blatt 2000，第19頁.
255. ↑  Chodzko, Mieczyslaw. . Editions Le Manuscrit. 2010: 215–216  [2013-11-01]. ISBN 978-2-304-23223-3. （原始内容存档于2016-05-20）.
256. ↑  Various authors.  [特雷布林卡的纳粹党卫队队员证词选：施坦格尔、门茨、弗朗茨与马特斯]. .   [2013-11-01]. （原始内容存档于2013-05-26）. Source: Yitzhak Arad 1987; E. Klee, W. Dressen, V. Riess 1988 (The Good Old Days)
257. ↑  Arad 1987，第121頁.